# زها حديد
زَها حديد واسمها الكامل زَها محمد حسين حديد اللهيبي (زَها يُلفظ بفتح الزاي) ، هي معمارية عراقية بريطانية، وُلدت في بغداد لأسرة موصلية الأصل يوم 31 تشرين الأول/أكتوبر 1950 وتُوفيت في ميامي يوم 31 آذار/مارس 2016. والدها محمد حديد، كان أحد قادة الحزب الوطني الديمقراطي العراقي والوزير الأسبق للمالية العراقية بين عامي 1958-1960م. وظلت زها تدرس في مدارس بغداد حتى انتهائها من دراستها الثانوية، وحصلت على شهادة الليسانس في الرياضيات من الجامعة الأميركية في بيروت 1971، ولها شهرة واسعة في الأوساط المعمارية الغربية، وحاصلة على وسام التقدير من الملكة البريطانية.
تخرجت عام 1977 من الجمعية المعمارية بلندن، وعملت كمعيدة في كلية العمارة 1987، وانتظمت كأستاذة زائرة في عدة جامعات في دول أوروبا وبأمريكا منها هارفرد وشيكاغو وهامبورغ وأوهايو وكولومبيا ونيويورك وييل. وعندما سئلت عن أي نصب تذكاري بغدادي تفضل أن يكون «رمزًا إعلاميًا لبغداد» لم تتردد إنها ترى نصب «كهرمانة» الأفضل لأنه يرمز لعصر الرشيد الذهبي لبغداد وقصص ألف لية وليلة وهذا مرتبط أساسًا بالمخيال الجمعي العالمي لبغداد، ونصب الشهيد لأنه الأكثر تعبيرًا عن شموخ وتضحيات العراقيين في التاريخ المعاصر.
التزمت زها بالمدرسة التفكيكية التي تهتم بالنمط والأسلوب الحديث في التصميم، ونفذت 950 مشروعًا في 44 دولة. وتميزت أعمالها بالخيال، حيث إنها تضع تصميماتها في خطوط حرة سائبة لا تحددها خطوط أفقية أو رأسية. كما تميزت أيضًا بالمتانة، حيث كانت تستخدم الحديد في تصاميمها. وتُعد مشاريع محطة إطفاء الحريق في ألمانيا عام 1993، مبنى متحف الفن الإيطالي في روما عام 2009 والأمريكي في سينسياتي، جسر أبو ظبي، ومركز لندن للرياضات البحرية، والذي تم تخصصيه للألعاب الأولمبية التي أقيمت عام 2012، محطة الأنفاق في ستراسبورج، المركز الثقافي في أذربيجان، المركز العلمي في ولسبورج، محطة البواخر في سالرينو، ومركز للتزحلق على الجليد في إنسبروك، ومركز حيدر علييف الثقافي في باكو عام 2013 من أبرز المشاريع التي أوصلت حديد بجدارة إلى الساحة العالمية.
نالت العديد من الجوائز الرفيعة والميداليات والألقاب الشرفية في فنون العمارة، وكانت من أوائل النساء اللواتي حصلن على جائزة بريتزكر في الهندسة المعمارية عام 2004، وهي تعادل في قيمتها جائزة نوبل في الهندسة؛ وجائزة ستيرلينج في مناسبتين؛ وحازت وسام الإمبراطورية البريطانية والوسام الإمبراطوري الياباني عام 2012. وحازت على الميدالية الذهبية الملكية ضمن جائزة ريبا للفنون الهندسية عام 2016، لتصبح أول امرأة تحظى بها. وقد وصفَت بأنها أقوى مُهندسة في العالم، وكانت ترى أن مجال الهندسة المعمارية ليس حكرًا على الرجال فحسب، فقد حققت إنجازات عربية وعالمية، ولم تكتفِ بالتصاميم المعمارية فحسب بل صممت أيضًا الأثاث وصولًا بالأحذية، وحرصت أسماء عالمية مرموقة على التعاون مع حديد، ما جعل منتقديها يطلقون عليها لقب ليدي جاجا بعالم الهندسة، وقد اختيرت كرابع أقوى امرأة في العالم عام 2010.
تُوفيت في 31 آذار/مارس عام 2016 عن عُمر ناهز 65 عامًا، إثر إصابتها بأزمة قلبية في إحدى مستشفيات ميامي بالولايات المتحدة، كما أعلن مكتبها في لندن، حيث قال:«بحزن كبير تؤكد شركة زها حديد للهندسة المعمارية أن زها تُوفيت بشكل مفاجىء في ميامي هذا الصباح، وكانت تعاني من التهاب رئوي أصيبت به مطلع الأسبوع وتعرضت لأزمة قلبية أثناء علاجها في المستشفى».

## حياتها العلمية
تلقت زها تعليمها الابتدائي والثانوي بمدرسة الراهبات الأهلية، والتي قالت عنها في حوار مُسجل لها: «ألتحقت بمدرسة الراهبات في بغداد، كنت فتاة مسلمة في الدير، وهناك فتيات يهوديات، كنا ملتزمات بالذهاب إلى الكنيسة، والصلاة بها». وأردفت قائلة أنه عند عودتها إلى المنزل كانت تسأل والدها، لماذا لا نصلي مثلهم، وما كان من والدها إلا أن أخبرها بأنهم ليسوا مسيحيين، وبالتالي، ليس عليهم الذهاب إلى الكنيسة. وقد أشارت حديد إلى أنها تلقت تربية عصرية في العراق، واستفادت من تربية والديها المُستنيرة لها ولدعمهما غير المشروط، وأنهما كانا المُلهمين الكبيرين لها. إضافة إلى أن حماسهما وتشجيعهما هو ما أيقظ طموحها وأعطاها ثقة كبيرة في نفسها.
في سن السادسة من عمرها، اصطحبها والداها إلى معرض خاص بفرانك لويد رايت في دار الأوبرا ببغداد، ووقتها كانت قد انبهرت كثيرًا بالأشكال التي شاهدتها. وفي سن الحادية عشر، حددت زها اهتماماتها لتصبح معمارية، فقامت بتصميم ديكور غرفتها، وكانت تراقب التصميمات المعمارية للمباني.
تعلمت الرياضيات في الجامعة الأمريكية ببيروت وحصلت على الليسانس في الفترة من 1968 حتى 1971. وذاع صيتها في الأوساط المعمارية الغربية، حيث درست العمارة في الجمعية المعمارية في لندن في الفترة من 1972 حتى 1977، حيث مُنحت شهادة الدبلوم.
تميزت زها حديد بنشاط أكاديمي واضح منذ بداية حياتها العملية، فقد بدأت التدريس في الجمعية المعمارية. وكانت بداية نشاطها المعماري في مكتب ريم كولاس وإليا زنجليس أصحاب مكتب أو أم إيه، ثم أنشأت مكتبها الخاص في لندن عام 1979، ليبدأ صيتها بالانتشار حول العالم بمشروعات خرجت عن المألوف مثل مشروع نادي الذروة في هونغ كونغ عام 1983، ومشروع دار كارديف باي للأوبرا في ويلز ببريطانيا عام 1994.
أقامت زها حديد العديد من المعارض الدولية لأعمالها الفنية تشمل التصاميم المعمارية والرسومات واللوحات الفنية. وقد بدأتها بمعرض كبير في الجمعية المعمارية بلندن عام 1983. كما أقامت مجموعة من المعارض الأخرى الكبيرة في متحف جوجنهايم بنيويورك عام 1978 ومعرض GA Gallery بطوكيو عام 1985 ومتحف الفن الحديث في نيويورك عام 1988، وقسم الدراسات العليا للتصميم في جامعة هارفارد عام 1994، وصالة الانتظار في المحطة المركزية الكبرى بنيويورك عام 1995. كما شكلت أعمال زها حديد جزءًا من المعارض الدائمة في متحف الفن الحديث بنيويورك ومتحف العمارة الألمانية في فرانكفورت.
في عام 1994، عُينت أستاذة في منصب كينزو تاجيه، في مدرسة التصميم التابعة لجامعة هارفارد وفي كلية الهندسة في جامعة إلينوي في شيكاغو وجامعة كولومبيا وجامعة الفنون التطبيقية في فيينا، ومنصب سوليفان في جامعة شيكاغو بمدرسة العمارة بوصفها أستاذ زائر. كما شغلت منصب أستاذ زائر في جامعة ييل. وقامت بإلقاء سلسة من المحاضرات في أماكن كثيرة من العالم، وكانت عضو شرفي في الأكاديمية الأمريكية للفنون والآداب والجمعية الأمريكية للمعماريين.

## أسرتها
قالت حديد في إحدى مقابلاتها أنه لديهم بيت لا يزال قائمًا ببغداد، يعود إلى الثلاثينات بقطع أثاث من الخمسينات. حيث بدأت حديد دراستها خارج العراق في السادسة عشرة من عمرها. كانت والدتها ربة بيت، بينما كان والدها محمد حديد، رئيس شركة صناعية وناشطًا سياسيًا وأحد القادة في الحزب الوطني الديمقراطي العراقي والوزير الأسبق للمالية العراقية، الذي اشتهر بتسيير اقتصاد العراق خلال الفترة من عام 1958 حتى 1963. كانت والدة حديد تُحب الرسم وتمارسه بشكل جيد، وهي من علمتها الرسم، حيث كان لها ذوق رائع ونظرة حادة للأشكال الجميلة. وقد زرع والديها بها حب المعرفة وأهمية الدراسة والتحصيل العلمي كجواز سفر الإنسان في الحياة. فقد اعتبرتهم زها بمثابة الإنارة في حياتها، الذين وفرا لها الدعم الكبير حين اختارت دراسة العمارة في الخارج.
لا توجد مصادر حول حياتها الشخصية ولكن بعد وفاتها ذكرت إحدى الجرائد البريطانية أن زها لم تكن متزوجة وليس لديها أطفال عند وفاتها.

## تميز أسلوبها في العمارة
بدأ اهتمام زها حديد بالهندسة المعمارية عندما ذهبت مع أسرتها في رحلة لزيارة آثار الحضارة السومرية في جنوب العراق، والتي تعتبر أقدم حضارة عرفتها البشرية. تقول زهاء في لقاء مع جريدة الغارديان: «اصطحبنا أبي لزيارة المدن السومرية، وقد ذهبنا بالقارب وبعدها استكملنا بقارب أصغر مصنوع من حِزَم القصب. ظل جمال المناظر الطبيعية هناك، من رمال، وماء، وطيور، ومباني وناس، عالقًا في ذاكرتي منذ تلك اللحظة. أنا أحاول اكتشاف، أو اختراع، طراز معماري وأشكال من التخطيط العمراني يكون لها التأثير نفسه، لكن بصورة أكثر عصرية.»

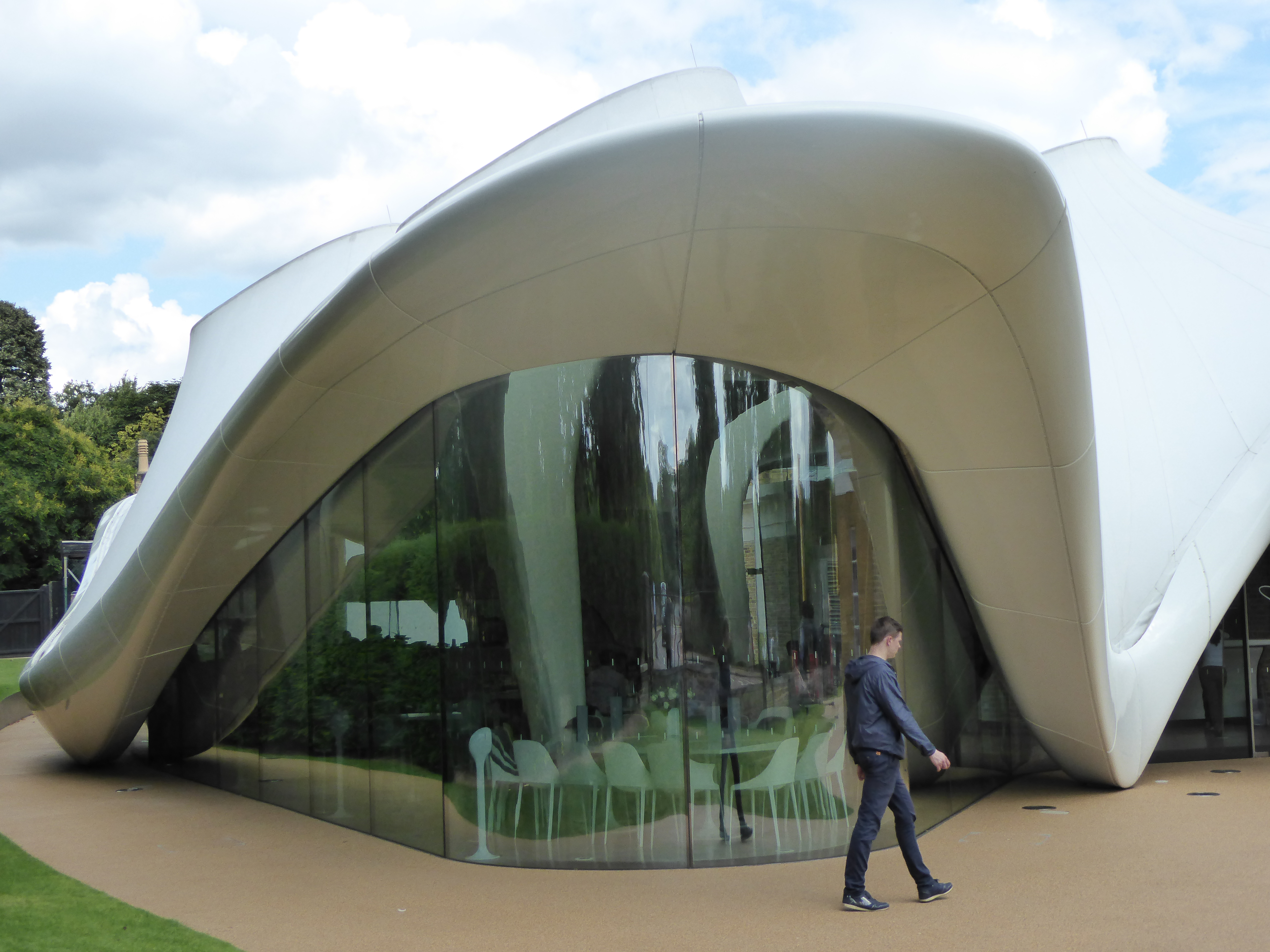
مكتبة ومطعم من تصميم المعمارية زها حديد بأحد حدائق لندن.

تأثرت زها تأثرًا كبيرًا بأعمال المعماري البرازيلي أوسكار نيماير، وخاصة إحساسه بالمساحة، فضلًا عن موهبته الفذة. حيث أن أعماله كانت قد ألهمتها وشجعتها على إبداع أسلوبها الخاص، مقتدية ببحثه على الانسيابية في كل الأشكال. تميزت أعمال زها حديد باتجاه معماري واضح في جميع أعمالها وهو الاتجاه المعروف باسم التفكيكية أو التهديمية، وهو اتجاه ينطوي على تعقيد عال وهندسة غير منتظمة، كما أنها كانت تستخدم الحديد في تصاميمها بحيث يتحمل درجات كبيرة من أحمال الشد والضغط، مما مكَّنها من تنفيذ تشكيلات حرة وجريئة. كما تميزت أيضًا بأعمالها المعمارية ذات الكمونية في الطاقة، إضافة إلى عراقة أعمالها وأصالتها، حيث الديناميكية العالية. لعبت زها حديد دورًا فعالًا في تغيير مفهوم العمارة في العالم. وأسهمت حديد في خلق عالم أفضل عبر تصاميمها الراقية للأبنية، وقد عدت تصاميمها فريدة من نوعها، وكأنها تنتمي إلى عالمِ الخيال في كوكب آخر.
وقد ظهر هذا الاتجاه في عام 1971، ويُعد من أهم الحركات المعمارية التي ظهرت في القرن العشرين. ويدعو هذا الاتجاه بصفة عامة إلى هدم كل أسس الهندسة الإقليديسة، المنسوبة إلى عالم الرياضيات اليوناني إقليدس، من خلال تفكيك المنشآت إلى أجزاء. ورغم الاختلاف والتناقض القائم بين رواد هذا الاتجاه، إلا أنهم يتفقون في أمر جوهري وهو الاختلاف عن كل ما هو مألوف وتقليدي.
وكانت زها ترى أن تصاميمها تتفاعل مع المدينة وتمنح الناس مكانًا يتواصلون فيه، حيث قالت أن المتابعين لأعمالي يعرفون أن خلق أماكن عامة يمكن للناس استعمالها بحرية، كما تسمح للمدينة بأن تنساب بطريقة سلسة وسهلة. وما ميز هذه التصاميم أنها اتخذت اتجاهًا معماريًا واضحًا يتكئ على خلفية فنية وفلسفية، لذلك فكانت تجنح لما هو تخييلي وتجريدي. وفقًا لتصنيف جينكز لعمارة التفكيك، فإن أعمال زها حديد تقع ضمن الاتجاه البنائي الحديث، وقد ارتبط هذا الاتجاه أيضا بأعمال ريم كولهاس. وتتلخص رؤيتهم في أنها تقوم على دعامات عجيبة ومائلة وتتمتع بالانسيابية والتفكيك في تحدي الجاذبية الأرضية من خلال الإصرار على الأسقف والكمرات الطائرة، مع التأكيد على ديناميكية التشكيل، حتى أنه أُطلق على أعمال زها حديد اسم التجريد الديناميكي.

## معمارية خيالية
الخيال والمثالية هو ما يُميز تصميمات زها حديد، والتي يدعي البعض أنها غير قابلة للتنفيذ، حيث أن أبنيتها تقوم على دعامات عجيبة ومائلة، ويؤكد بعض النقاد أن هذه التصميمات تطغى عليها حالة من الصرامة.
بينما فندت عمليًا المعمارية العراقية اتهامات بعض النقاد بأنها مهندسة قرطاس، أي يصعب تنفيذ تصميماتها، بعد اكتمال تشييد متحف العلوم في فولفسبيوج شمال ألمانيا، الذي اُفتتح في تشرين الثاني/نوفمبر 2005، والذي يؤكد على أن مقولة مهندسة قرطاس ليس إلا ادعاءً كاذبًا من معماريين يعيشون مع الماضي؛ لأن كل الذي وضعته على شاشة حاسوبها استطاع الآخرون تنفيذه، كما أورد موقع الشرقية.
وقال أحد النقاد عنها: «جميع تصميماتها في حركة سائبة لا تحددها خطوط عمودية أو أفقية، أنها ليست عمارة المرأة؛ فهي فنانة مرهفة، تُقدم ما تشعر به من تأثير التطور التقني والفني في جميع اتجاهاته في عالم أصبح قرية صغيرة.»
وقال الناقد المعماري أندرياس روبي عن إبداعاتها وتصاميمها «أن مشاريع زها حديد تُشبه سفن الفضاء، التي تسبح دون تأثير الجاذبية في فضاء مترامي الأطراف، لا فيها جزء عالٍ ولا منخفض، ولا وجه ولا ظهر، فهي مباني تظهر وكأنها في حركة انسيابية في الفضاء المحيط ومن مرحلة الفكرة الأولية لمشاريع زها إلى مرحلة التنفيذ؛ تقترب سفينة الفضاء إلى سطح الأرض، وفي استقرارها تُعتبر أكبر عملية مناورة في مجال العمارة». كما وصفها شريكها باتريك شوماخر بأنها كانت: «صرخة فيما قدمته، منذ عقدين من الزمن، من أعمال في مجالي الرسم أو العمارة.»

## أعمالها المعمارية
أنجزت زها حديد العديد من المشروعات التي أوصلتها بجدارة إلى الساحة العالمية، وقد فازت في مسابقات معمارية عديدة. ومن أهم هذه المشروعات التي نُفِّذَت محطة إطفاء الحريق في ألمانيا، متحف الفن الحديث في مدينة سينسيناتي بأمريكا، ومركز الفنون الحديثة في روما، معرض منطقة العقل في الألفية بلندن، المركز الثقافي في أذربيجان وجسر الشيخ زايدفي دولة الإمارات العربية المتحدة، محطة لقطار الأنفاق في ستراسبورج، المركز العلمي في ولسبورج، محطة البواخر في سالرينو، مركز للتزحلق على الجليد في إنسبروك، ومبنى بي إم دبليو المركزي، ومركز حيدر علييف الثقافي في باكو. وتظل هُناك عدة مشاريع لم تُكملها المهندسة المعمارية مثل أوبرا دبي والاستاد الوطني الجديد في اليابان والمبنى العائم بدبي ومركز الثقافة باليابان والمسرح الكبير في مدينة الرباط بالمغرب ومتحف غوغنهايم والإرميتاج ومحطة وأبراج الحجر بالقاهرة وبرج النيل والقاهرة إكسبو سيتي.

### محطة إطفاء الحريق فيترا بألمانيا (1991 - 1993)

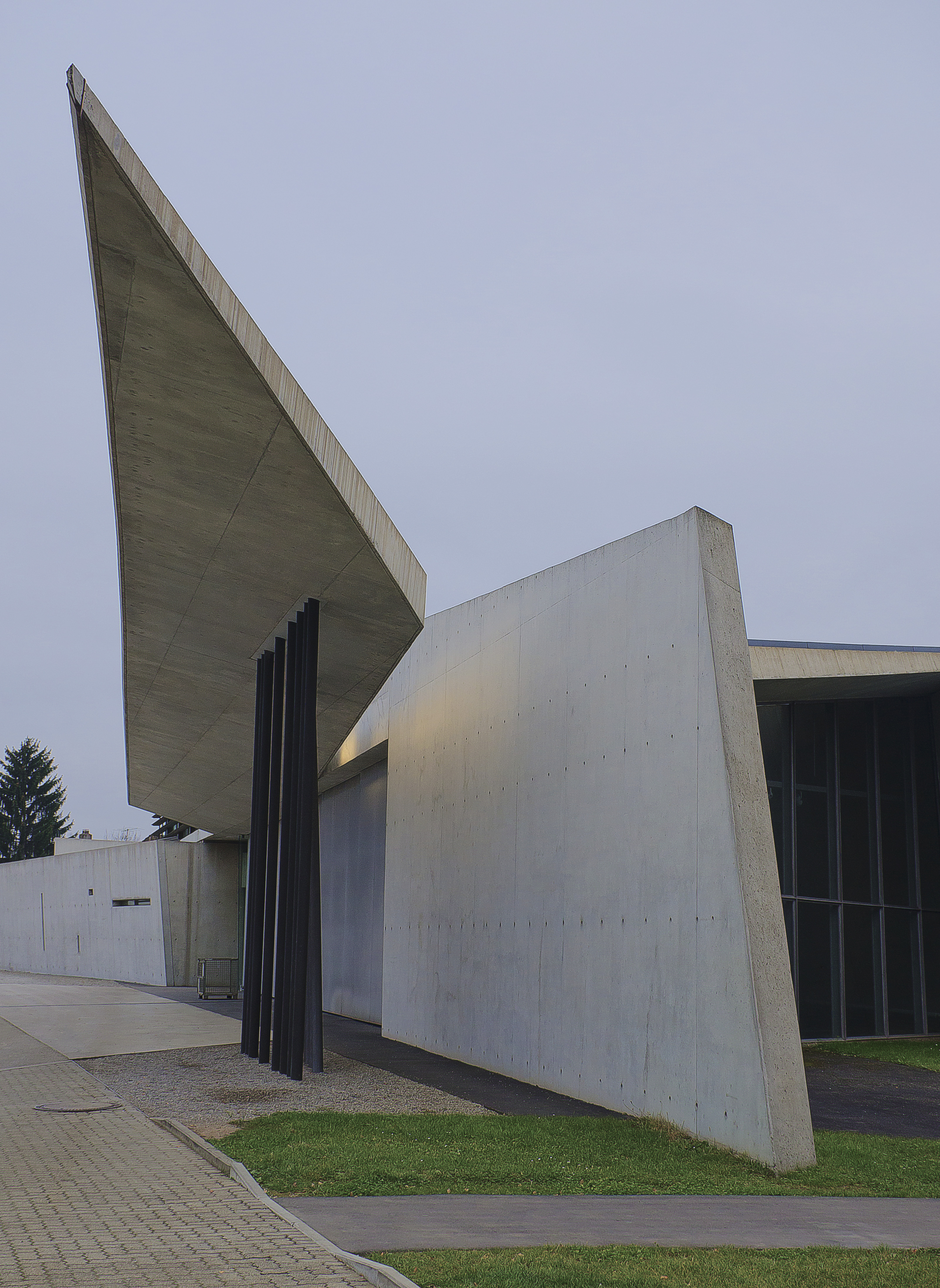
محطة إطفاء الحريق فيترا بألمانيا.

تُعد محطة فيترا ويل أم رين من الأعمال الأولى التي أنجزتها زها حديد وساهمت بشكل كبير في تحقيق شهرتها العالمية. وقد قُوبلت بانتقادات شديدة ووُصف التصميم بالقبح، حتى أنه لا يحتوي على نافذة واحدة. ويعرض تصميم المحطة أسلوبها في استخدام الإنشاءات المضلعة والمثلثة الشكل، والشق خلال الفراغ وخلق الإحساس بالحركة طوال الوقت. وقد وُصف المبنى في الوسط المعماري، كتعبير عن إنشاء كامل يُشبه مطافئ جاهزة يُمكنها أن تنفجر في أي لحظة. وقد بُنيت المحطة في الفترة من 1991 إلى 1993 بألمانيا. وتعتز حديد بتصميمها لهذه المحطة، لأنها كانت أول مبنى لها. مُعتبرة رولف فيهلبام رئيس المحطة راعيًا حقيقيًا، عندما امتلك الشجاعة على منحها تلك الفرصة دون أن يرى أي سجل لها من الأعمال، ودون التيقن من مدى نجاحها الشعبي. وقالت زها حديد عن هذه المحطة: «يعمل مبنانا مثل الطربوش، يغطي الموقع ويعطيه تعريفًا. ولكن عندما تتحرك خلال المبنى، فإنه يبدو كما لو كان جهاز عرض. لقد تم تصميمه لكي تدرك التغيرات الفراغية والحسية بالكامل بينما تتحرك عبر المناطق المختلفة للحيز».

### مركز روزنتال للفن المعاصر (1997 - 2003)

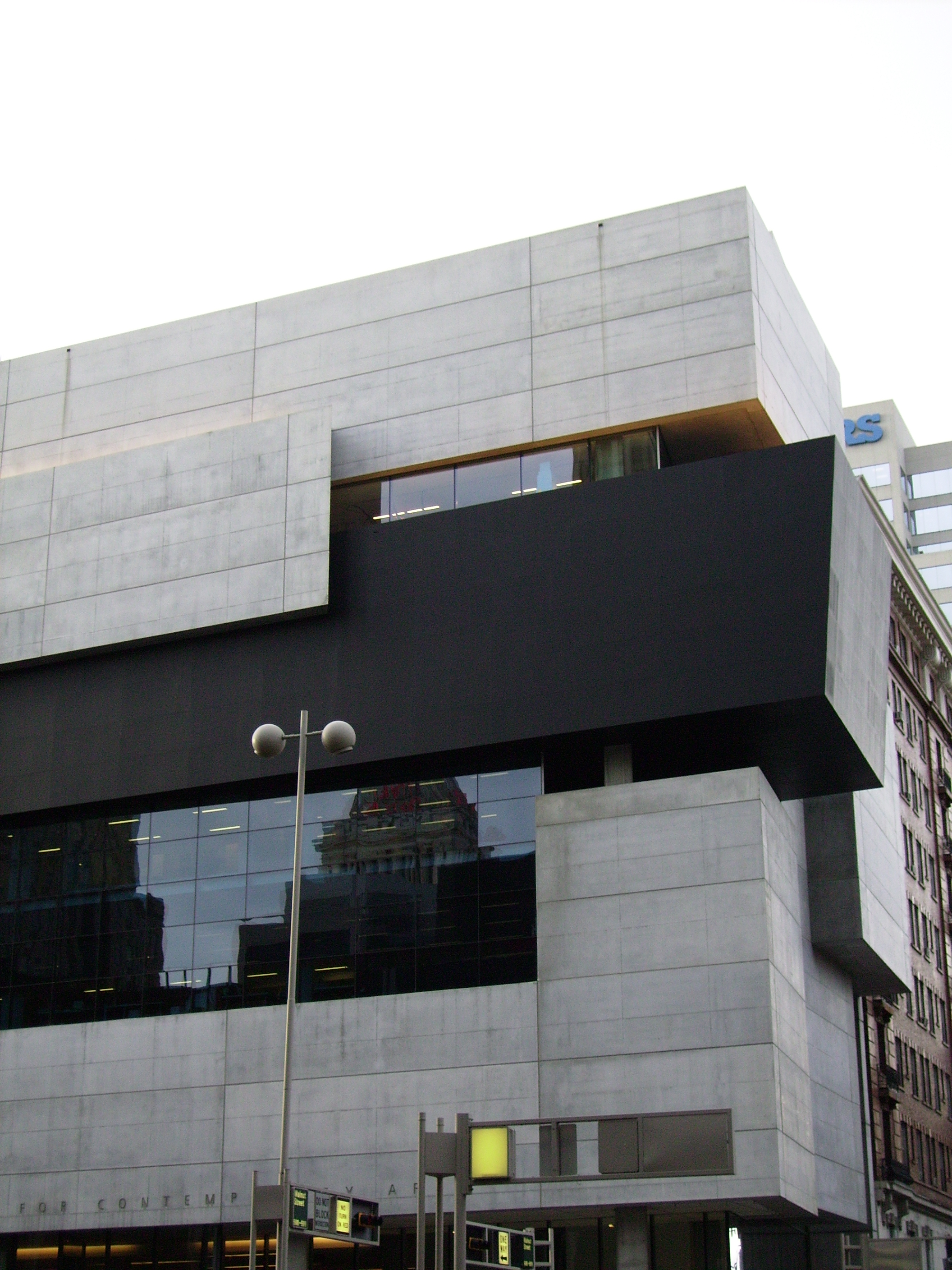
مركز روزنثال للفن المعاصر.

أُنشئ مركز الفنون الحديثة في سينسيناتي عام 1993، وهو واحد من أقدم المؤسسات التي تعني بالفنون المرئية في الولايات المتحدة. وفي عام 1997، فازت حديد في مسابقة لتصميم المبنى الجديد للمركز في وسط الحي التجاري بمدينة سينسيناتي في ولاية أوهايو بأمريكا، حيث يُعد أول بناء لها في أمريكا. وعُدَّ تصميم هذا المبنى من أول التصاميم التي اعتمدت الطريقة التفكيكية، حيث أن تصميم البناء بتلك الطريقة والنمط لم يكن معهودًا في ذلك الزمان، وقد لاقى انتقادًا واسع النطاق، إلا أنه في نهاية الأمر قد تم اعتماده، وقد اكتمل إنشاءه عام 2003.
يُوحي المبنى من الخارج بأنه بناء تقليدي، فهو يتكون من ستة طوابق إضافية للقبو، ضمن تقاطع في مركز مدينة سينسيناتي. وهو مبنى ذو لون أبيض مائل للرمادي ومنتصفه ذو لون أسود مع بروزه قليلًا لتحسبه وكأنه قطعة معلقة غير متصلة بالمركز ومستقلة بذاتها. ويُوفر المبنى الجديد فراغات للعرض المؤقت وهو ليس معرضًا دائمًا. ويتضمن برنامج المشروع بجانب فراغات العرض قاعات للمحاضرات ومكاتب لعرض التحف والفنون ومناطق إعداد المعروضات ومتجرًا للهدايا ومقهى ومناطق عامة. وقد وُزعت الفراغات على هذه الأدوار التي ترتبط مع بعضها من خلال عناصر الحركة الرأسية المكونة من سلم رئيسي يتحرك في قلب المبنى من خلال منظومة فراغية ثلاثية الأبعاد تتناوب على جوانبه مناطق مقفلة ومفتوحة، وتبدو أجنحة العرض كما لو أنه تم قطع من كتلة خرسانية واحدة وهي تطفو فوق فراغ البهو الرئيسي. وتتشابك أجنحة العرض مثل القطع المخرمة الثلاثية الأبعاد المصنوعة من المصمت والمفرغ. تتميز قاعات العروض بأنها ذات أحجام متعددة وأشكال مختلفة، بأسقف ونوافذ زجاجية تطفي نوعًا من الجمال الفني، الذي يسمح باختراق الأضواء لها ليلًا.

### محطة قطار ستراسبورج ألمانيا (1998- 2001)

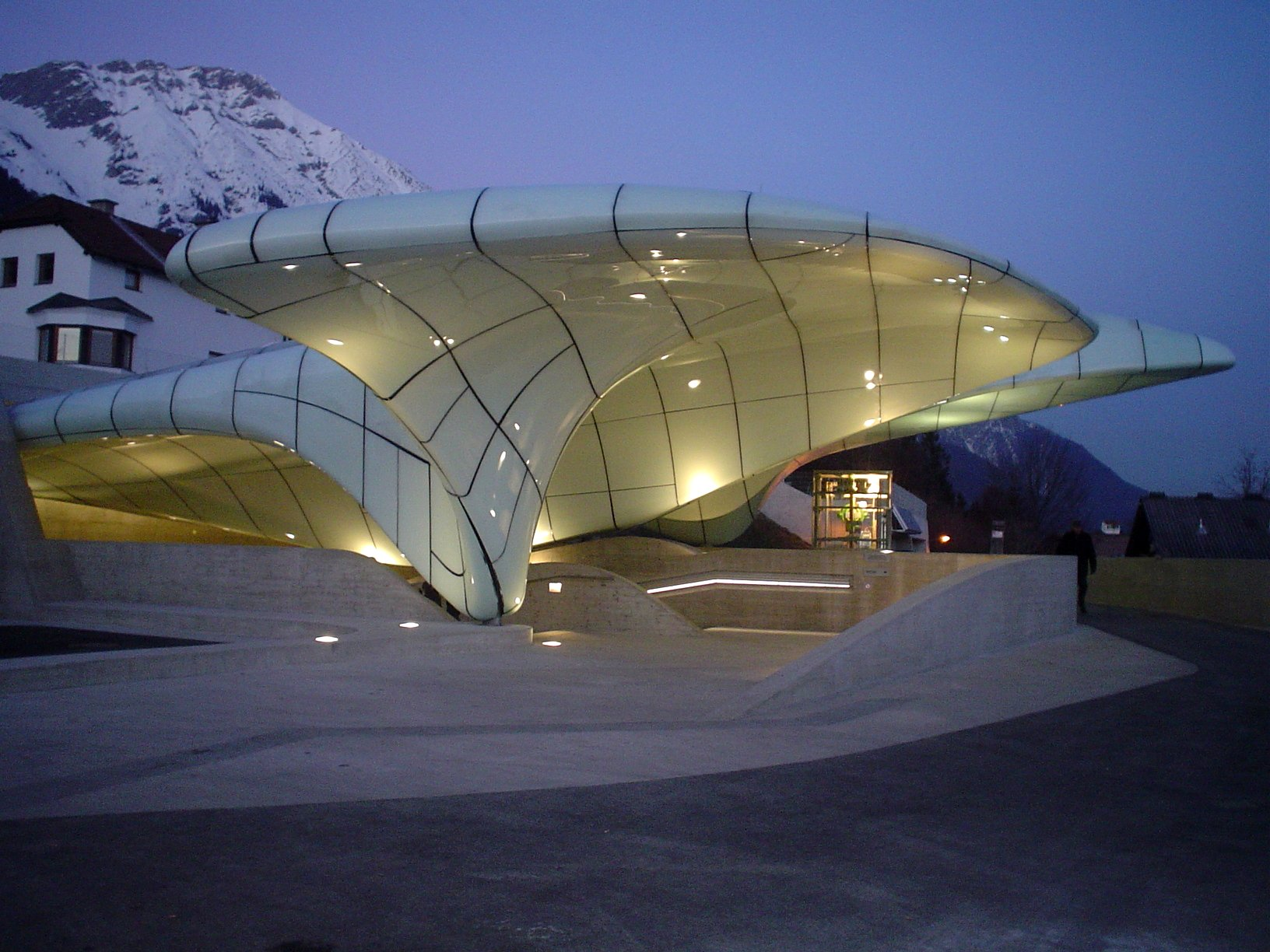
محطة قطار ستراسبورج ألمانيا.

قامت مدينة ستراسبورج بعمل خط مترو جديد يهدف إلى تشجيع الناس على ترك سياراتهم الخاصة خارج المدينة في مواقف صُمّمت لذلك، واستخدام المترو للوصول إلى المناطق المختلفة داخل المدينة. وكان الخط رقم B، الذي يجري من الشمال إلى الجنوب جزءًا من هذه الخطة. وقد دُعيت حديد عام 1998 إلى تصميم محطة المترو وموقف يسع 800 سيارة شمال خط المترو. وقد انتهى المشروع في كانون الأول/ديسمبر 2001. وتحتوي المحطة على فراغ انتظار رئيسي ومخزن للدراجات ودورات مياه ومحال تجارية، بينما قُسّم موقف السيارات إلى جزئين. وقد اعتمدت الفكرة الأساسية للتصميم على تجميع مجموعة من الخطوط لتتحد في تكوين واحد، وهي عبارة عن نماذج الحركة المختلفة من السيارات والمترو والدراجات والمشاة. عمل هذا الإحساس ثلاثي الأبعاد على تحسين معالجة الفراغ، حيث أن فكرة الخطوط تستمر في خطوط الإضاءة في السقف. وبشكل عام، فإن الفكرة تعمل على خلق فراغ نشيط وجذاب.

### قاعة العقل بقبة الألفية بلندن (1998 - 2000)

معرض العقل بقبة الألفية.

منطقة أو قاعة العقل هي واحدة من أربعين قاعة العرض الفردية بقبة الألفية، التي بُنيت في لندن بمناسبة دخول الألفية الثالثة عام 2000. قامت حديد بتصميم كل العناصر الخاصة بهذه المنطقة، والتي تشرح بدورها عمل العقل البشري. ويُوحي التصميم بطريقة عمل العقل، حيث تتداخل القطاعات الإنشائية الثلاثية المستخدمة في تنفيذ المنطقة مع بعضها ثم تنفتح لكي تخلق سطحًا مستمرًا، يسمح برحلة إنسانية عبر الفراغ، ويعرض محتوى المعرض وإنشاء العرض كفكرة واحدة. وتُوضح عناصر الثلاثة الوظائف العقلية، حيث المدخلات وعملية التفكير والناتج، من خلال رؤية منظورية وبصرية ومعروضات توضيحية ونحت، وأجهزة حاسب آلي ووسائل سمعية بصرية وعناصر تفاعلية. فيتكامل المعرض مع محتواه باستخدام مواد مصنعة، حيث صُنعت الجدران والأرضية والسقف من الزجاج مع إنشاء مشهد مصنوع من الألمنيوم يشبه قرص العسل.

### منصة التزحلق في إنسبروك (1999 - 2002)

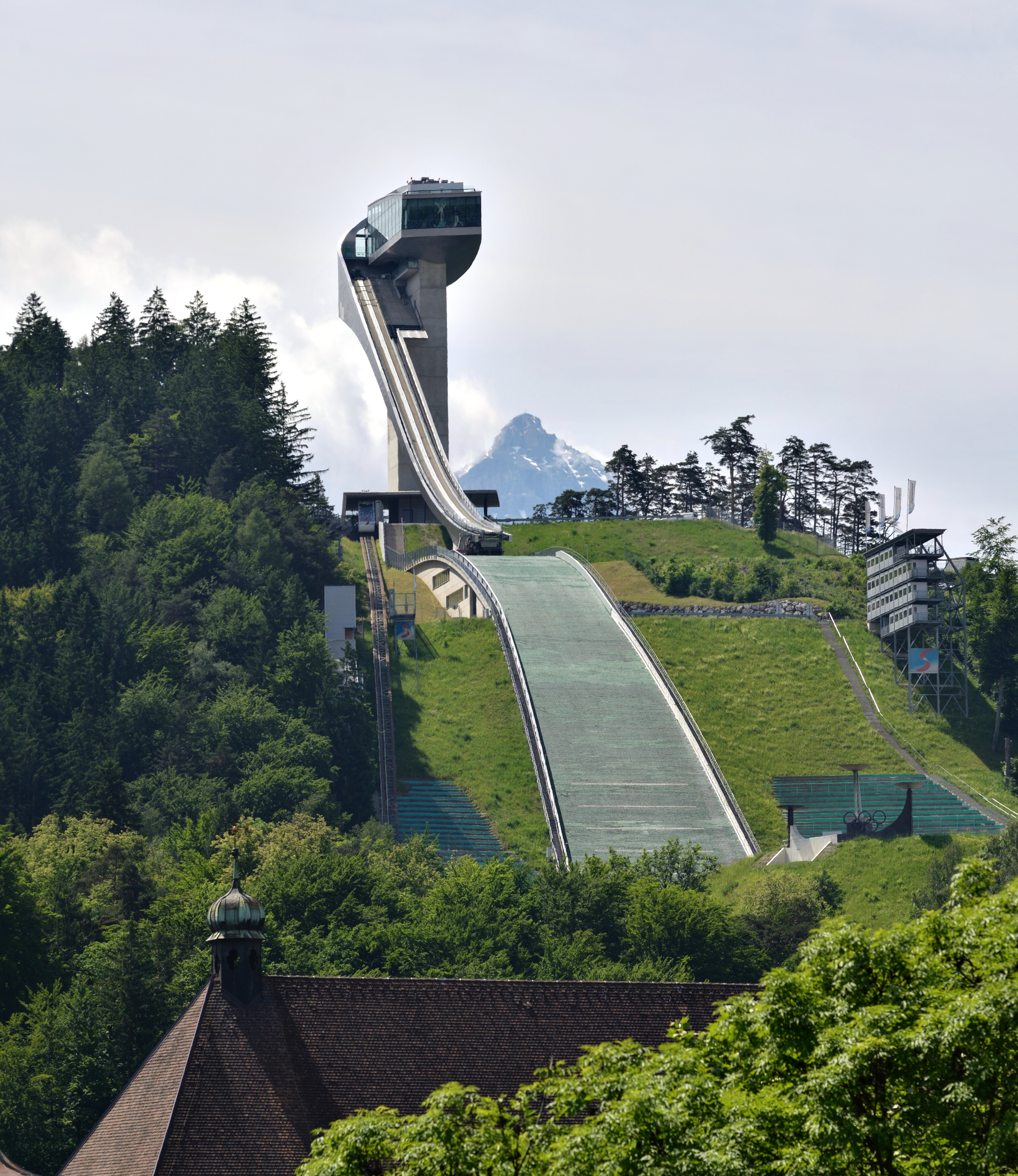
منصة التزحلق في إنسبروك بالنمسا.

في ديسمبر عام 1999، فازت زها حديد بالمسابقة العالمية لمنصة التزحلق الجديدة في جبل بيرغيزل في إنسبروك. وقد تم افتتاحه عام 2002. ويُعد هذا المشروع علامة مميزة في المدينة وأحد أهم المعالم السياحية المهمة بها. وهو جزء من مشروع تجديد حلبة الألومبياد، التي لم تُعد تتوافق مع المقاييس الدولية. وكانت المنصة موجودة منذ ستينيات القرن الماضي، حيث كانت تُقام فيها دورة الألعاب الأولمبية الشتوية. إلا أن الرغبة في تجديدها لتُصبح منصة جديدة مختلفة تمامًا عن سابقتها. ويحتوي المبنى خليطًا من التجهيزات الرياضية العالمية ومقهى ومطعم وشرفة للرؤية. وتتحد هذه العناصر المختلفة في تكوين واحد جديد، يتمتع بانسيابية عالية ويتناغم مع طبقات الأرض التي شُيدت عليها. يمتد على ميول الأرض لأعلى قمة الجبل، وعلى طول حوالي 90 مترًا وارتفاع 50 مترًا. إنشائيًا، ينقسم المبنى إلى برج خرساني رأسي وإنشاء فراغي من الحديد. ويُوجد مصعدان بنوافذ زجاجية لنقل الزائرين إلى المقهى الموجود على ارتفاع 40 مترًا فوق ظهر جبل بيرجسيل. ومن هذا الارتفاع، بالإمكان التمتع بجبال الألب المحيطة وكذلك، مُشاهدة المتزحلقين على الثلج وهم يطيرون فوق خط سماء المدينة.

### قاعة عرض في حديقة بألمانيا 1999
تم تصميم المشروع كفراغ عرض في مهرجان الحديقة في مدينة ويل أم رين بألمانيا عام 1999. الفراغات الرئيسية للمشروع عبارة عن قاعة عرض ومقهى، حيث تمتد عبر الممرات وتسمح بدخول أشعة الشمس وتُوفر لمن بالداخل فرصة الاتصال بالخارج عبر الجدران الزجاجية. وتخفي الحجرات الثانوية في عمق المبنى، كما أن الشرفة عبارة عن حيز مُغطى يقع جنوب المقهى.
لا يقف الإنشاء المقترح للمشروع ككائن منعزل في المنطقة، ولكنه يظهر منسابًا مع شبكة الممرات الموجودة في المنطقة المحيطة به. ويقع مركز أبحاث البيئة شمال قاعة العرض، ونصفه يغطس في الأرض التي توفر عزلًا حراريًا جيدًا. وعلى الجانب الآخر، تعمل قاعة العرض كمنطقة عازلة تسمح باستخدام طاقة الشمس في الشتاء. الجزء الغاطس من مركز أبحاث البيئة يصبح دورًا مفتوحًا في المعرض مما يُتيح قدرًا من التنوع الفراغي.

### مركز فاينو للعلوم (2000 - 2005)

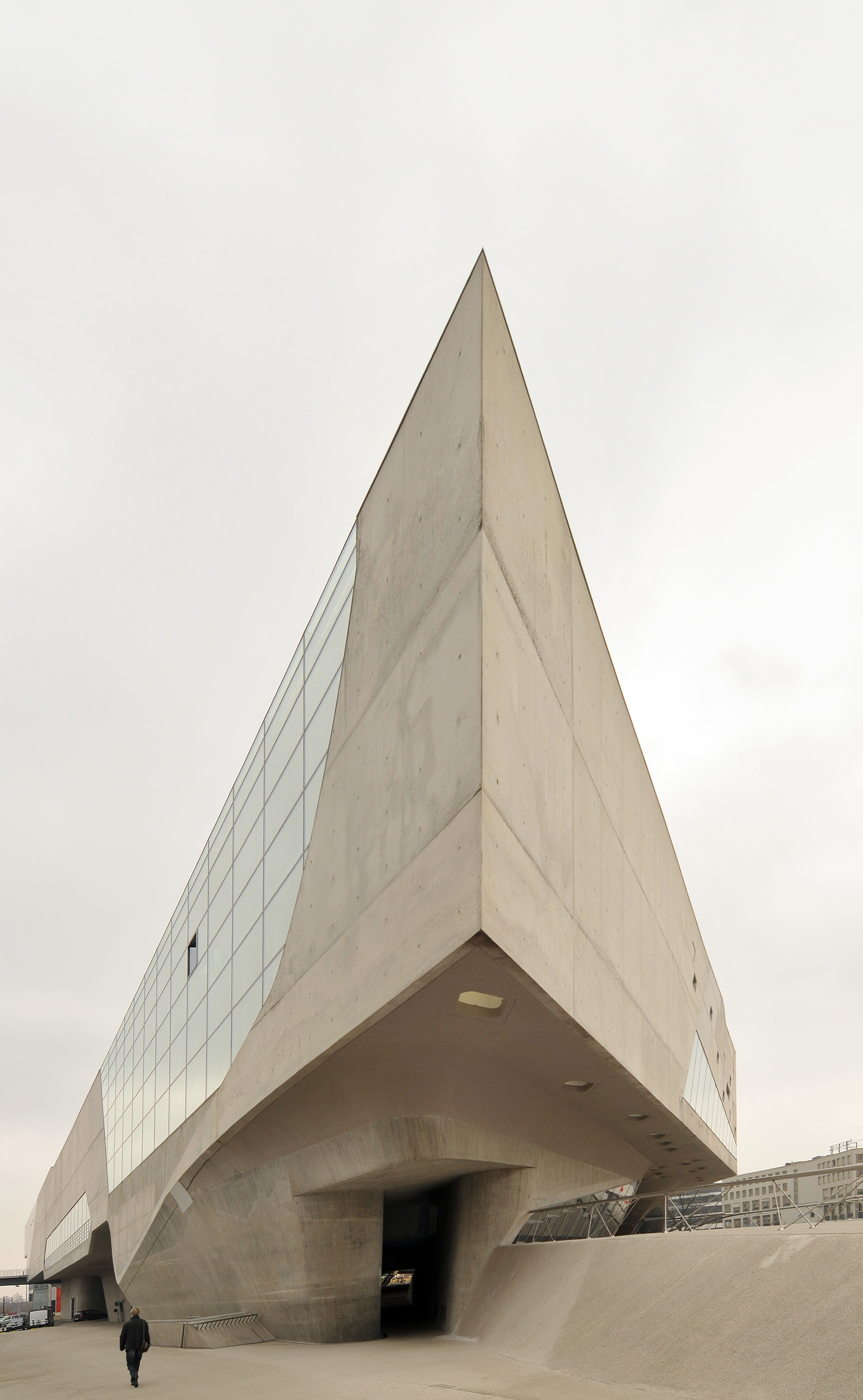
مركز فاينو للعلوم، في فولفسبورغ بألمانيا، الذي تم تأسيسه عام 2005.

مركز فاينو للعلوم هو أحد أعمال المعمارية زها حديد، ويقع في فولفسبورغ بألمانيا، وقد اكتمل بنائه في 2005. في شهر كانون الثاني/يناير عام 2000، منحت هيئة تحكيم عالمية الجائزة الأولى لزها حديد في مسابقة لتصميم مركز العلوم في فولفسبورغ بألمانيا، على أرض مساحتها 12 ألف مترًا مربعًا، وهو من أوائل المراكز العلمية في ألمانيا والذي يتصف مبناه بذلك التصميم الفريد والحديث من نوعه.
ويُعد هو المركز الأول من نوعه في ألمانيا، ويبدو كشيء غامض يدفع للفضول والاكتشاف؛ فهو مشروع جمع بين الكلاسيكي والتعقيد الهندسي، وفي الوقت ذاته التصميم الجريء واعتماد المواد الاصلية، حيث تم رفع المبنى برمته على أعمدة، مما جعله يسمح للمرور العام من تحته. ويتفاجأ الزائر بكثير من التعقيد والغرابة حول ماهية البناء ذي النظام الإنشائي المميز، فهو يحتوي على سلسلة من عدة أبنية ثقافية منفصلة عن بعضها البعض، كان قد صمم بعضها سابقًا المهندس الفنلندي الشهير ألفار آلتو، حتى جاءت حديد لتستكمل مشوار الحداثة وتعطي أسلوب ونمط جديد من التطوير.
يُشبه مركز العلوم من الخارج وكأنها منطقة جليد عائم، أو سفينة فضاء قد هبطت على الأرض بشكل مثلثي ذو فراغات ملتوية ومتسعة من أسفل المبنى، مؤدية إلى تشابك أنيق وجذاب مع الفراغات الخارجية مسارب إلى المدينة، بشكل أجبر جميع القادمين إلى فولفسبورغ على المرور من خلال المبنى. وهو يعرف الزوار على التطورات العلمية الأخيرة. يرتكز المبنى على دعائم أسمنتية مخروطية وسميكة، كأنما هو كاتدرائيّة من الزوايا الحادة المتداخلة مع المنحنيات المحدبة والأسطح المتكسرة والنتوءات الجريئة، فيبدو البناء بطوله البالغ 154 مترًا كأنه معلقًا في الهواء. ويشغل المبنى موقعه المثلث الشكل بدون أي تحريف. وتمر طرق المرور التي تؤدي إلى وفولفسبورغ وكذلك قناة الميتلاند من خلال المبنى، حيث تتشابك الفراغات الداخلية والخارجية.
في الطابق الأرضي، تُوجد الفراغات العامة والمدخل والمطعم؛ وفي الطابق العلوي، توجد منصة مفتوحة تأوي أنشطة العروض العلمية. وقد أنُشئ المبنى بدرجة عالية من الشفافية والمسامية. كما أن فراغ العرض الرئيسي يرتفع لكي يغطي الساحة العامة الخارجية مع وجود وظائف ثقافية وتجارية متنوعة تم إنشاؤها في مخاريط خرسانية. وقد تم تطوير تنسيق صناعي للأرض شبيه بفوهة البركان داخل فراغ العرض يسمح برؤى من مستويات مختلفة لفراغ العرض، ويبرز استيعاب الوظائف الأخرى لمركز العلوم. كما يوجد امتداد شبيه بالثقب لجسر مثير من الزجاج يخترق المبنى، وهو يسمح برؤية فراغات العرض والرؤيا من خلالها.

### مشروع محطة البواخر في ساليرنو 2000
فازت زها حديد بتصميم محطة البواخر في ساليرنو بجنوب إيطاليا عام 2000. وتُعد بمثابة تكوين بصري وتشكيلي وانتقالي بين الأرض والبحر، مثل علامة تشكيلية تذوب فيها اليابسة داخل الماء. جاء تصميم محطة البواخر بوصفه قطعة نادرة مستخرجة من البحر. تعكس علاقة ترابطية بين المدينة والماء، والذي جعلها بدوره تحفة فنية رائعة بين اليابسة والماء في رصيف الميناء التجاري للمدينة المرتبط مباشرة ببناء ساحة الحرية والواجهة البحرية. وهي تشبه المحارة في شكلها، واستخدمت في تصميمها هياكل قشرية وذات محيط ناعم كما الباخرة تمامًا بانحناءاتها وتداخلاتها. يُعد سقفها ذو أعصاب ممتدة للحماية من أشعة الشمس الشديدة. تعمل الطبوغرافيا المائية على تكوين فراغات مختلفة، كما تمد برؤية واضحة من زوايا مختلفة. وقد نحتت الأرض كتل ناعمة وممرات مائلة. وتقود كل هذه المساحة الراكبين بوضوح عبر المبنى، وتعمل فكرة الإضاءة في مستوى آخر أيضًا. فمن الخارج، تُأثر كما لو كان منزلًا خفيفًا على الميناء. تتكون المحطة من ثلاثة عناصر متداخلة. يُوجد عدد من المقرات لإدارة المحطة في أعلاها وحولها، ومحطة للمعدات ومحطة لقوارب النزهة.

### مبنى بي إم دبليو (2001 - 2005)

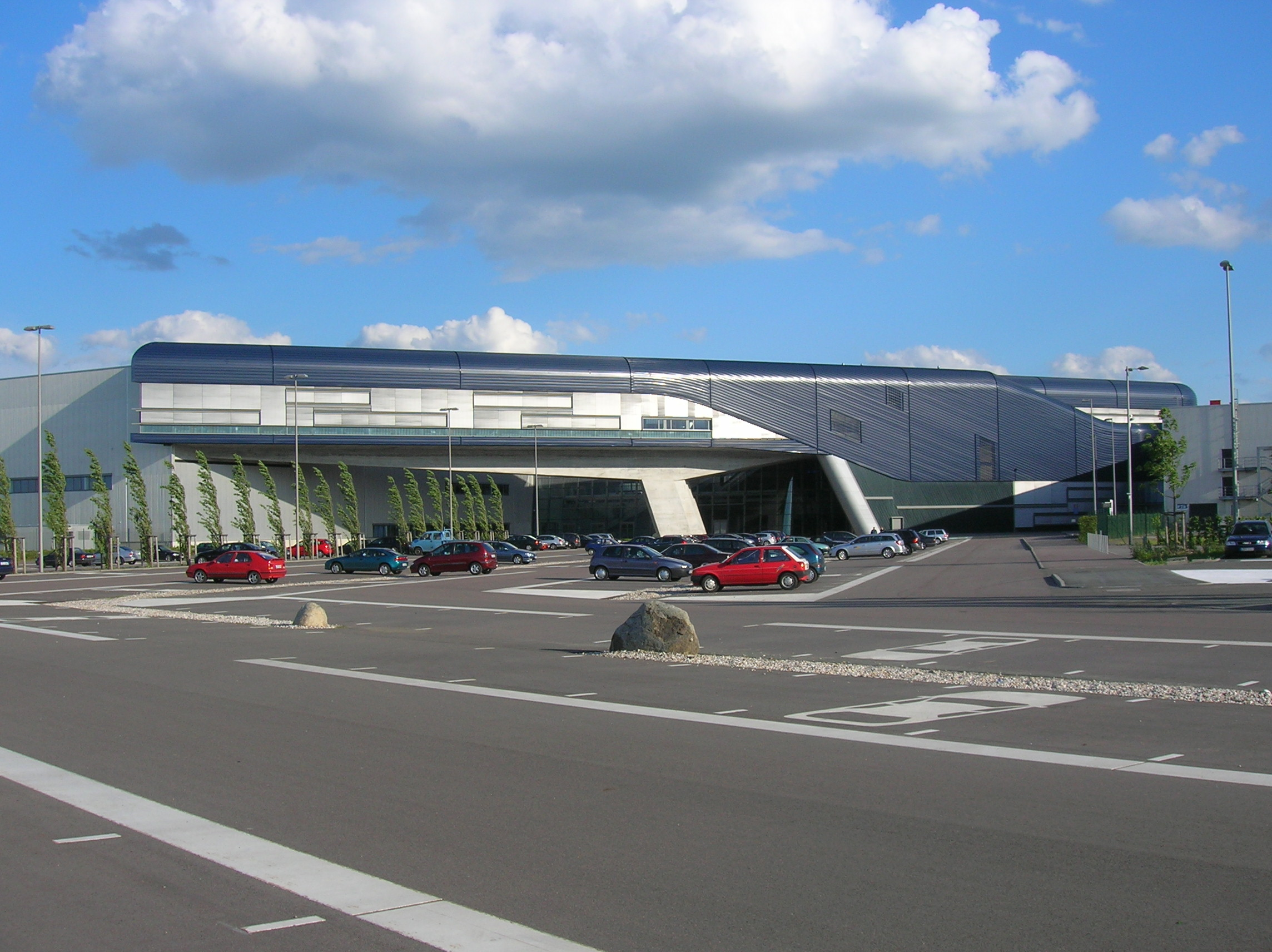
مبنى بي إم دبليو المركزي في لايبزيغ بألمانيا.

مبنى بي إم دبليو المركزي هو أحد أعمال حديد المعمارية في القسم الشمالي من مدينة لايبزيغ بألمانيا. فازت حديد بتصميمه عام 2001، وتمت البدء في عملية البناء عام 2003 إلى أن اكتمل بنائه في 2005. جاء تصميم المبنى على أنه يُمكن أن تزداد مساحته مستقبلًا بشكل أفقي، نظرًا لاحتوائه على فراغات بين أقسامه قابلة للإنشاء. يتكون المبنى من ثلاث أقسام مختلفة ومنفصلة عن بعضها البعض، لا يربط بينها سوى ممرات لها وظيفة معينة عند إتمام الإنشاء. وتم تصميم كل قسم ليلعب دورًا مخصصًا في عملية الإنتاج وتصنيع السيارات الخاصة بالشركة. البناء الأول عبارة عن قسم مخصص لتصنيع هياكل السيارات؛ والقسم الثاني ورشة متخصصة في طلاء السيارات؛ أما القسم الثالث فهو مكان لتجميع السيارات.

### دار الأوبرا في غوانزو (2003 - 2010)[67]

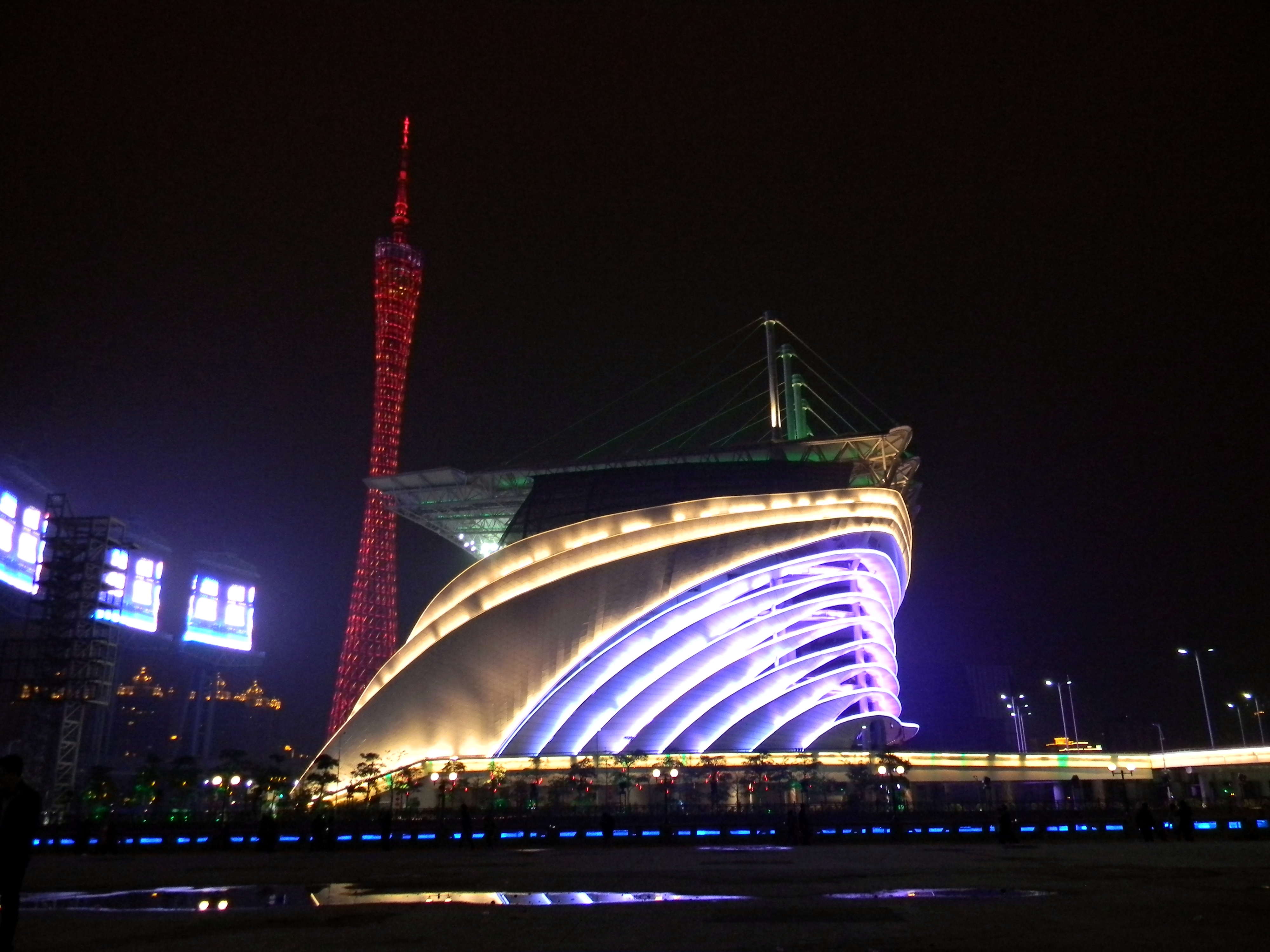
دار أوبرا بمدينة غوانزو بمقاطعة كونغدنغ بجمهورية الصين الشعبية.

دار أوبرا غوانزو هي دار للأوبرا الصينية وأكبر مركز عروض فنية في جنوب الصين، تم افتتاحها في مدينة غوانزو بالصين عام 2010، لتُصبح أكبر دار أوبرا في جنوب الصين وثالث أكبر دار أوبرا في الصين بعد المركز الوطني ببكين للفنون المسرحية ومسرح شنغهاي الكبير. يمتد المشروع على مساحة 70,000 مترًا مربعًا في قلب مدينة غوانزو. وحاز تصميم حديد المسماة الحصاة المزدوجة على حق تشييد الدار، وتم وضع حجر الأساس في وقت مبكر من عام 2005. وقد بلغت الكلفة الإجمالية للمشروع 1.38 مليار يوان، أي ما ما يقارب 200 مليون دولار أمريكي.
يتكون التصميم من كتلتين رئيسيتين. تقع دار الأوبرا بالقرب من نهر بيرل، لذا استوحت حديد الشكل المدهش للأوبرا من أشكال الحصى التي تقع على ضفاف النهر، واستوحت انسيابية تصميمه الخارجي من تأثير الرياح والمياه على الصخور لتبدو وكأنها نحتت المبنى. وبقدر غرابة المبنى من الخارج بقدر جماله الاستثنائي من الداخل؛ حيث أرادت حديد من خلال تلك الانسيابية الفائقة تمثيل آثار نحت النهر في الوديان، تتسع القاعة الرئيسية في الدار لـ1,800 شخص، وتضم بجانبها قاعة أصغر متعددة الوظائف تتسع لـ400 مقعد لحضور عروض الأوبرا والمسرحيات.
ويعتمد التصميم الداخلي على الإضاءة الطبيعية التي تدخل من نوافذ مثلثة موزعة ببراعة لأكبر استفادة من الإضاءة الطبيعية، أينما نظرت داخل أو خارج المبنى ستلمس بصمة زها حديد المعتادة في الخطوط الانسيابية السلسة التي تتناغم مع بعضها في تناسق بديع.

### مركز الفنون الحديثة بروماماكسي(2003 - 2009)

متحف الفنون الحديثة بروما.

مركز العمارة والفن المعاصر بروما ماكسي هو أول متحف وطني للفن المعاصر في إيطاليا. أنشئت هذه المؤسسة الجديدة بقرار من البرلمان ووزارة الثقافة الإيطالية، حيث كانت مشاريع روما تتصف بالعراقة والكلاسيكية، إلا أن تنفيذ العمل، الذي خرج عن الإطار المعروف، كان لدافع سياسي. وكان تصميم المبنى بمثابة الخطوة الأولى في خلق المؤسسة. وقد تم استلهامه من خطوط وتراث المدينة ليتوأم مع أجواء العاصمة. وقد تم تخصيص موقع حضري كبير لإقامة المبنى عليه في مقاطعة فلامينيا على الحافة الشمالية لمركز روما التاريخي. وتطلب تنفيذ مشروع المبنى الضخم، حوالي 21 ألف مترًا مربعًا، أكثر من ست سنوات من العمل المتواصل حتى تم إنجازه. وتم افتتاحه بروما في نهاية عام 2009. وتكلف العمل 150 مليون يورو، بحسب جريدة الباييس الإسبانية.
ينقسم المركز من الخارج إلى قسمين رئيسين، متعابدين عن بعضهما، إلا أنها يلتقيان في خط تماس بينهما. أما في الداخل، فهناك تفرعات عديدة فيه حيث لا مكان للتناسق بين القاعات والسلالم. والمبنى خرساني مُغطى سقفه بزجاج عاكس شفاف يسمح باختراق الضوء وانتشاره بالمكان، فضلًا عن انعكاسه على اللوحات، بحيث يُشكل منظرًا يُضفي على المكان جوًا من الأناقة ناتج عن انعكاس الشمس على الزجاج. ويهتم المركز بنمطين من الفنون؛ أولهما التصاميم واللوحات المعمارية؛ أما النمط الثاني فهو عرض التحف الفنية ذات القيمة الثقافية والإبداعية العالية. إضافة إلى كونه مركزًا لتبادل المعلومات بين الناس، حيث يشتمل على فراغات للعرض الدائم والمؤقت ومركزًا معماريًا ومركزًا للمؤتمرات ومكتبة. وقد مُنحت زها حديد الجائزة الأولى في المسابقة الدولية التي أقيمت في شباط/فبراير 1999 لاختيار تصميم لهذا المركز. وقالت حديد عنه: «إنه مركز ثقافي لتبادل الأفكار وفسحة لتبديل طريقة الحياة في المدينة لا صالة عرض للآثار الفنية فقط».

### متحف ريفرسايد في اسكتلندا (2004 - 2011)[75]

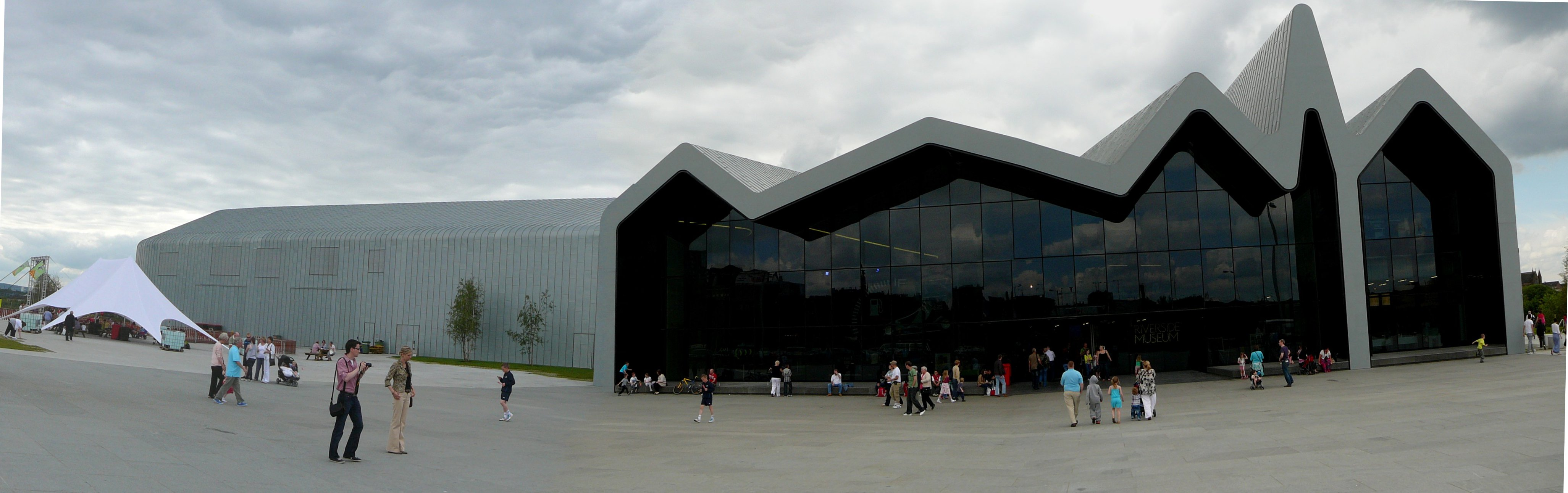
متحف ريفرسايد بغلاسكو باسكتلندا.

متحف ريفرسايد بغلاسكو باسكتلندا هو أحد أكثر المباني الثقافية الحديثة الذي صممته حديد، وافُتتح رسميًا في 20 حزيران/يونيو 2011، وقد حل المتحف بدلًا من متحف غلاسكو للمواصلات، الذي انتقل إلى مدينة كليفن هول. يطل المتحف على نهر كلايد بواجهته المصقولة التي ترتفع 36 مترًا، وبسقفه المتعرج المكسو بالزنك. هيكل المبنى من الفولاذ الصلب، وبُني على موقع حوض قديم لصناعة السفن وبنائها. ويتميز بمساحة واسعة للعرض مقدارها سبعة آلاف مترًا مربعًا، خالية من الأعمدة الداعمة. وقد تكلف بناءه 106 مليون دولار. وأُعلن في 18 أيار/مايو 2013 عن فوز المتحف بجائزة المتحف الأوروبي للعام ذاته.

### محطة قطار نوردبارك بالنمسا (2004 - 2007)
محطة قطار نوردبارك من تصميم حديد وافتتحت في عام 2007 في إنسبروك بالنمسا. ويبلغ طولها حوالي 1.8 كيلو متر.

### ساحة إليفثيريا (2005 -)
أُعلن عن مسابقة لتطوير ساحة إليفثيريا في عام 2005، حيث فازت بها حديد، والذي بدوره لاقى بعض الانتقادات. في شباط/فبراير 2012، اغلقت الساحة أمام العامة للبدء في المرحلة الأولى لبناء الميدان الجديد.

### برج سي إم أيه-سي جي إم بمارسيليا (2005 - 2010)[85]
اختارت سي إم أيه-سي جي إم، أكبر شركة سفن في فرنسا التصميم الذي قدمته حديد في 2005، ليكون مقرها في مرسيليا جنوب فرنسا. ويبلغ طول هذا البرج 110 مترًا. وقامت حديد بصنع البرج من الزجاج والأسمنت والفولاذ، حيث تلتقي ألواح الزجاج على هيئة قوسين يشكلان العنصر الهندسي. ويتألف من 25 طابقًا لاستيعاب مجمل موظفي الشركة، أي أكثر من 1600 موظف، إضافة إلى مركز للتدريب وقاعات للرياضة بالإضافة إلى مطعم في الطابق الأعلى.

### مركز حيدر علييف في باكو (2006 - 2013)
مركز حيدر علييف هو أحد المراكز الثقافية المشهورة عالميًا، وقد قامت بتصميمه المعمارية زها حديد، ويقع في باكو بأذربيجان. وقد تم افتتاحه عام 2013 بعد أن دامت أعمال التشييد والبناء حوالي سبع سنوات. وقد عمل المركز على تغيير أنماط ومفاهيم التصاميم العمرانية في أذربيجان. أسلوب مركز حيدر علييف الثقافي مختلف بشكل كامل عن باقي الأبنية المحيطة به والموجودة في المدينة. وأبرزت حديد عبر تصميمها انحناءات شبيهة إلى حد ما بأمواج البحر العالية، والتي تأتي بشكل متتالي لتعطي انسيابية مذهلة ابتداءًا من الساحة خارج البناء، وانتهاءًا بسقف البناء الذي يلتقي مع أرضه في نقطة محددة؛ فهو لا يحتوي على أبواب أو أسوار، بل هو مجرد امتداد للبيئة من حوله، بوصفه كومة رمل على الشاطئ تجرفها الأمواج بكل انسيابية. ويُعطي صورة حضارية للدولة خاصة أنه يحمل اسم رئيس أذربيجان السابق حيدر علييف، حيث أراد ابنه إلهام علييف، رئيس أذربيجان الحالي، بناء صرح تذكاري لتخليد والده الذي سبقه في الحكم. تبلغ المساحة الكلية للمركز حوالي 100 ألف مترًا مربعًا، ويحوي على موقف ضخم للسيارات مكون من أربع طوابق، بالإضافة إلى إشرافه على مناطق طبيعية مميزة، يسندل على أحد جدرانه الخارجية شلال صناعي ليعطي نوعًا من السكينة للزائرين. ويوجد بداخله مجموعة من المسابح ومركز للمؤتمرات ومكتبة كبيرة، حيث تتداخل جميعها ضمن فضاء داخلي مفتوح النطاق ولا يعترض طريقها شيء.

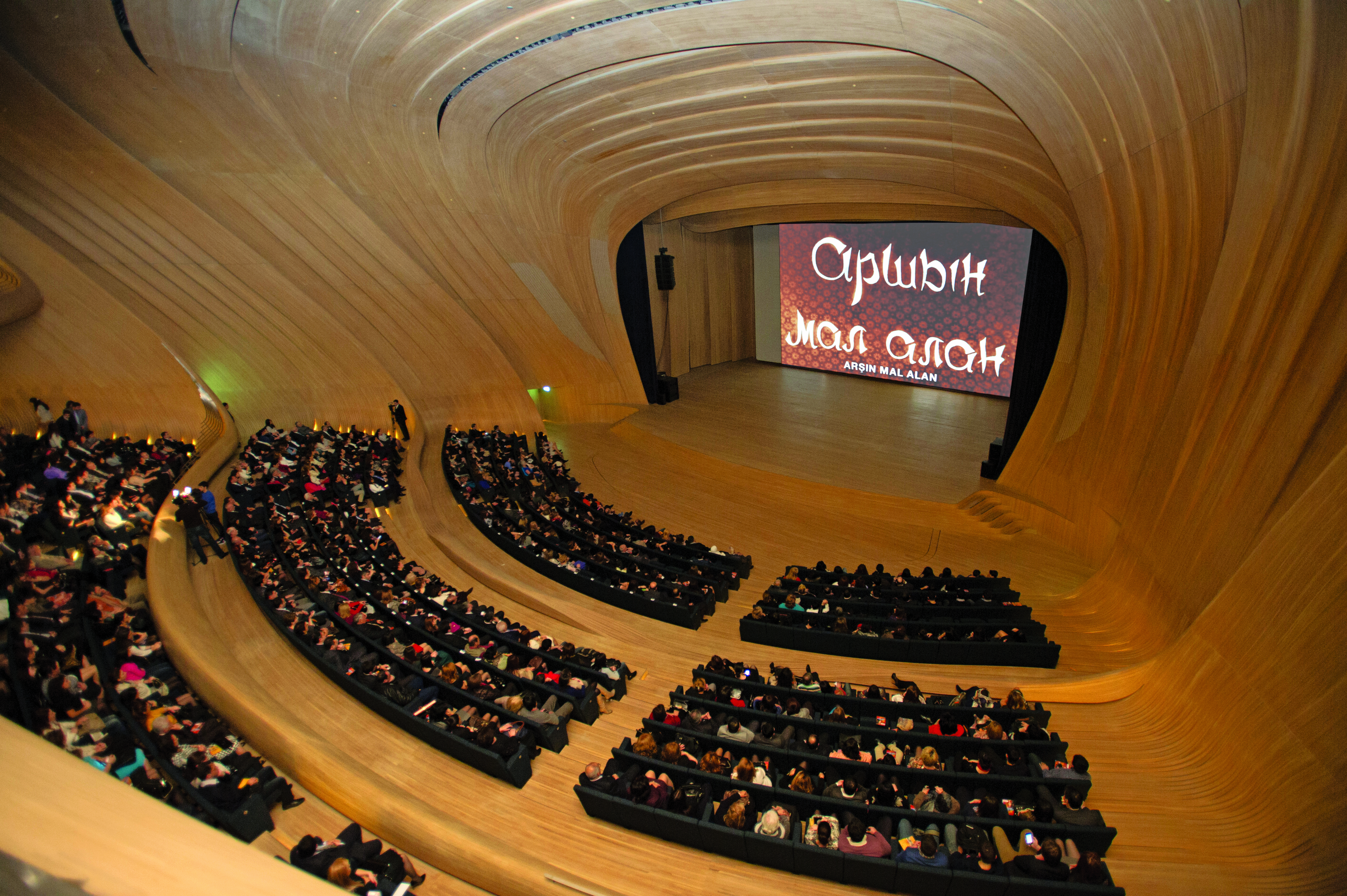
أحد قاعات مركز حيدر علييف.

ونالت زها حديد جائزة متحف لندن للتصميم لعام 2014 عن هذا المركز، وعُدَّت حديد أول امرأة تفوز بالجائزة الكبرى في هذه المسابقة. وصرحت حديد أن باكو لم تبخل عن هذا المشروع بشيء، فالميزانية كانت مفتوحة، وهذا بدوره يلعب دورًا هامًا، وعلى الأغلب لن يكون قي صالح العمل. وقد قالت عنه: 
| زها حديد | يختزل هذا المركز خبرة 30 عامًا من الأبحاث، وكانت ثمرتها بناية مدنية ثقافية وملهمة في الوقت ذاته. بناية تتفاعل مع المدينة، وتمنح الناس مكانًا يتواصلون فيه. فالذين يتابعون أعمالي يعرفون أن خلق أماكن عامة يُمكْن الناس من استعمالها بحرية، كما تسمح للمدينة بأن تنساب بطريقة سلسة وسهلة، مهم بالنسبة لي، لأنها تربط كل شيء ببعض. أؤمن أيضا بأنه علينا الاستثمار في هذه الأماكن العامة سواء كانت فضاءات أو بنايات، لأنها عنصر حيوي لحياة مدينية غنية. في مدينة باكو، على سبيل المثال، تنساب المساحة الخارجية حول نفسها لتحديد سلسلة من الأماكن العامة بالداخل، وبذلك يدخل النسيج المديني للعاصمة إلى كل جزء أو ركن في المركز. يمكنك اعتبار البناية منظرًا طبيعيًا، أو على الأصح منظرًا هندسيًا، يُلامس الأرض ويتمدد منها من دون أن يقف أي شيء في وجهه. فبالداخل مثلًا، هناك أماكن مترابطة من دون أي شي يعترضها، وهذه كانت الفكرة النظرية منذ البداية وجرى تنفيذها بنجاح. | زها حديد |

### متحف الفن إيلي وإيديثي (2007 - 2012)[93]
متحف الفن إيلي وإيديثي هو متحف للفن المعاصر في جامعة ولاية ميشيغان في إيست لانسينج بميشيغان. وقد تم افتتاحه في 10 تشرين الثاني/نوفمبر 2012.

### دونج دايمون ديزاين بلازا (2007 -2013)[96]
دونج دايمون ديزاين بلازا هو مركز ثقافي في سول بكوريا الجنوبية، وقد صممته شركة زها حديد للتصميم المعماري. ويُعد أكبر مبنى ثلاثي الأبعاد في العالم.

### جسر الشيخ زايد (2007 - 2010)
في عام 1967، تم بناء جسر من الحديد لربط مدينة أبوظبي، المقامة على جزيرة، باليابسة؛ وفي السبعينات تم بناء الجسر الثاني لربط الجزء الجنوبي من الجزيرة. ويرجع بناء كل من الجسرين إلى اعتماد مجتمع الإمارات، بشكل كبير، على استخدام السيارة، والذي يتطلب بدوره طريقًا جديدًا حول شاطئ الخليج الجنوبي لربط الإمارات بعضها ببعض. وفي 1997، فازت زها حديد في مسابقة تصميم لجسر الشيخ زايد، وهو جسر قوسي. وسُمي نسبة إلى مؤسس البلاد زايد بن سلطان آل نهيان. وتبدو الفكرة التصميمية للجسر في تجميع مجموعة من جدائل الإنشاء في شاطئ واحد، وهي ترتفع وتندفع فوق القناة. والجسر عبارة عن منحنى يُشبه شكل الموجة. ويرتفع العقد الأساسي للجسر حوالي 60 مترًا فوق مستوى الماء ويصل إلى 20 مترًا في النهاية، ويبلغ طوله 842 مترًا.

وتُعد اليابسة بمثابة منصة الانطلاق لإنشاء الجسر. وظهر الطريق معلق بشكل كابولي في كل جانب من الإنشاء الأساسي له. وترتفع عقود من الحديد من أعمدة خرسانية بشكل غير متماثل في اتجاه طول الطريق بين ظهر الطريق في اتجاه اليابسة وقنوات الملاحة، وينزلق العمود الفقري للطريق وينزاح من الشاطئ خلال موقع الفراغ المركزي.

### مركز الألعاب المائية (2008- 2011)
مركز الألعاب المائية بلندن هو أحد أعمال حديد المعمارية، يقع في المتنزه الأولمبي في لندن. بدأ بناءه في عام 2008، وتم الانتهاء منه في 2011. يُعبر هذا المبنى عن حركة الماء بشكل مدهش، حيث يبدو أن التكوين بأكمله عبارة عن قطرة ماء في حالة حركة دائمة، كما أنه يصنع فضاءات تُشبه بيئة النهر. صُمم المبنى حتى يُلبي احتياجات دورة الألعاب الأوليمبية بلندن 2012 بحيث يسع 17500 متفرجًا. كما تم وضع أحواض السباحة الثلاثة على محور واحد، بحيث وضع حوض السباحة الخاص بالتدريب تحت جسر، فيما تُركت الأحواض الأخرى ضمن التغطية الأساسية للمبنى.

### الجسر الجناح (2008)
الجسر الجناح هو جسر يقع في مدينة سرقسطة في منطقة أراغون في إسبانيا، حيث يُعد ثالث جسر يقطع نهر أبرة في مدينة سرقسطة من الغرب إلى الشرق. تم إنشاءه عام 2008 من قبل حديد في إطار التحضير لإكسبو 2008 المختص. يبلغ طوله 260 مترًا، وارتفاعه يبلغ في أقصاه 30 مترًا، ويصل أحيانا إلى 15 متر، فيما يبلغ عرضه 30 مترًا في بعض الأقسام و8 أمتار في أقسام أخرى. تصل أطول مسافة بين الأعمدة إلى 165 مترًا. وتبلغ مساحة الممرات وحدها 0007 مترًا مربعًا، فيما يتكون هيكل الجسر من الحديد. واستُوحى شكله الخارجي من سمكة القرش. ويرجع الجو الطبيعي الموجود داخل المبنى إلى حركة الهواء التي تسمح بمرورها الفتوحات الموجودة بالهيكل، حيث يصبح بمثابة نظام تبريد.

### متحف غوغنهايم والإرميتاج (2009 - 2013)

متحف غوغنهايم والإرميتاج.

وصلت أعمال زها حديد إلى ليتوانيا لتُصمم في عاصمة الثقافة الأوروبية لعام 2009، متحف غوغنهايم فيلنيوس للفنون، بعد منافسة كبيرة مع دانييل ليبيسكيند وماسيميليانو فوكساس. وقد استحقت عليه جائزة بريتزكر في العام 2008، تقديرًا لابداعها في تصميم صرح حضاري مماثل. متحف غوعنهايم فيلنيوس هو مشروع مشترك بين الحكومة الليتوانية ومتحف الإرميتاج الشهير في روسيا ومتحف غوغنهايم في أمريكا تحت اسم غوغنايهم والإرميتاج، وتم الإعلان عن افتتاحه عام 2013. ولهذا المتحف عدة مراكز في العديد من دول العالم مثل الولايات المتحدة الأمريكية، وتحديدًا في نيويورك لفرانك لويد، وكذلك في إسبانيا لفرانك جيري. كما أنه له فروع أخرى في برلين وفينيسا وأبو ظبي بالاسم نفسه. ترتبط جميع تلك المتاحف بصفة مشتركة واحدة، ألا وهي أنها صممت جميعها من مهندسين يعتمدون الأسلوب التفكيكي الحديث غير الملتزم بشكل هندسي محدد.
يأتي المبنى بالسمات المميزة لتصاميم زها حديد في الانسيابية والسرعة والخفة، فقد اختارت حديد أن يكون تصميم متحف غوغنهايم فيلنيوس على شكل كبسولة فضاء غريبة. ويظهر التصميم وكأنه كائن مائي يطفو فوق المساحات الخضراء المحيطة به تحاكي النهر المجاور له أو سفينة عملاقة تنتظر البحر ليأخذها إلى عالم الخيال، خاصة أن المبنى قد هيأ نفسه لاستقبال المياه، ولذلك يظهر وكأنه تحدى الجاذبية، معلنًا أن انفصاله عن الأرض بات وشيكًا ويمكن حدوث ذلك في أي لحظة. وهدف ذلك التصميم إلى خلق صورة من التناغم بين المتحف المفعم بالحيوية والحداثة، وبين الطبيعة والمناطق الخضراء والنهر من جهة أخرى.
يُعطي التصميم الداخلي الخاص شعورًا بالتطور والحداثة في نمط التصميم، وخصوصًا بوجود تلك الفتحات حول المتحف والمتناغمة مع جدرانه، بالإضافة إلى الفرش الداخلي المشتق من روح تصميم البناء، وكذلك بهدوء وبساطة الألوان المستخدمة في القاعات. أما الخطوط المنحنية للمبنى، فإنها تحاكي خطوطه الموتورة والممدودة، وتخلق بذلك وجودًا صوفيًا مغايرًا لخط الأفق العمودي للمنطقة التجارية في فيلنيوس. وتكلف هذا المشروع تقريبًا 260 مليون ليتاس، أي ما يعادل 117 مليون دولار، وكان خطوة هامة لجذب السياح إلى ليتوانيا.

### جناح برنهام بشيكاغو 2009[103]
جناح برنهام بشيكاغو كان منحوتة عامة مؤقتة، تم تصميمها من قبل حديد في 2009 في الحديقة الألفية بلوب شيكاغو في إلينوي، كنوعًا من مخطط احتفالات برنهام.

### برج الابتكار (2009 - 2014)[106]

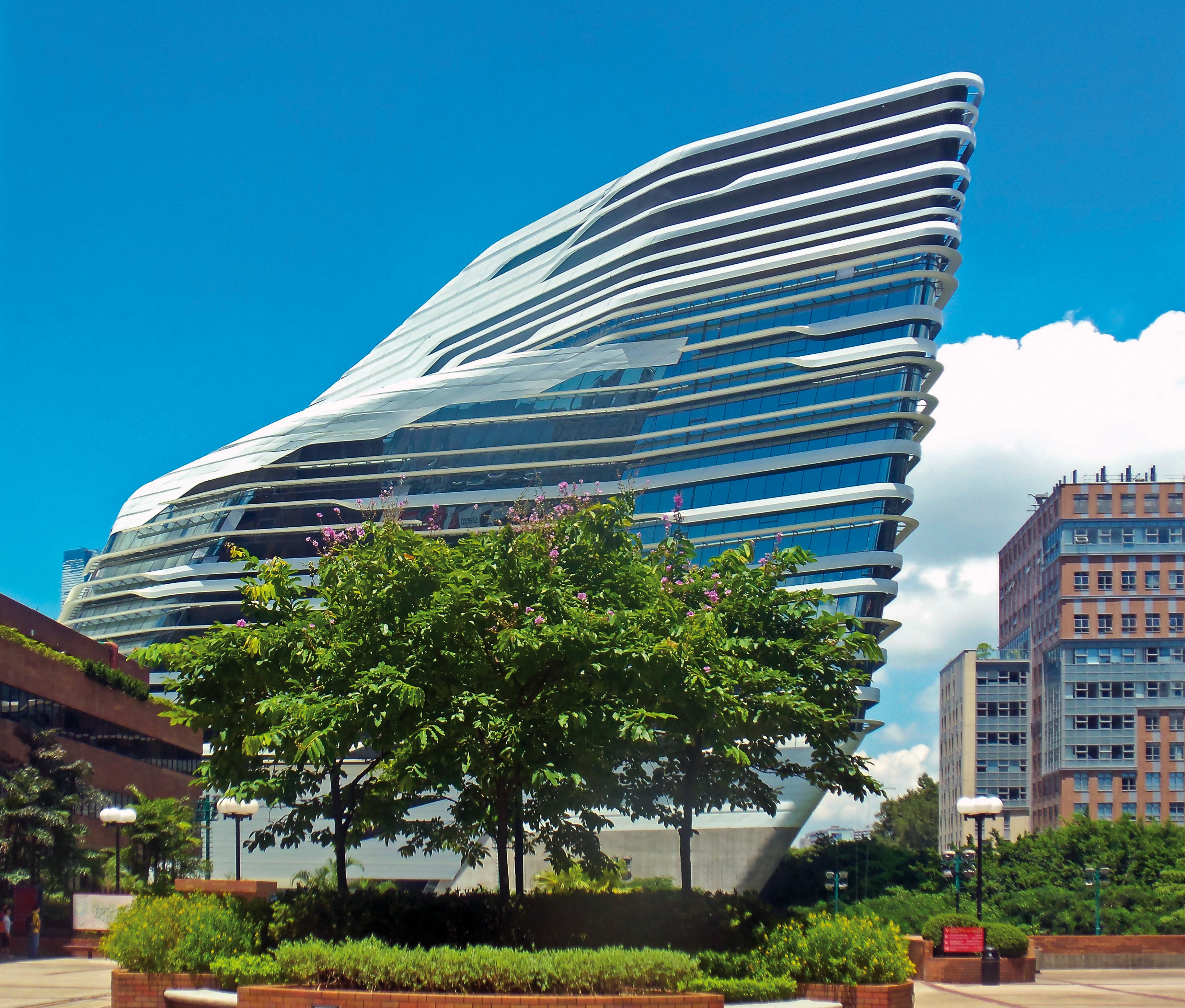
برج الابتكار 2013 في هونغ كونغ.

برج الابتكار جوكي كلوب هو أحد الأعمال المعمارية لحديد في هونغ كونغ. تم البدء في بناءه في 2009 إلى أن اكتمل بنائه في أواخر 2013. يقع المبنى في كلية التصميم بحرم جامعة هونغ كونغ التقنية على موقع ضيق وغير منظم الشكل في الطرف الجنوبي الشرقي من حرم الجامعة. البرج هو عبارة عن طبقات من الزجاج، حيث يُخالف النموذج الكلاسيكي لأشكال الأبراج. جاء التصميم على هيئة كتلتين ملتصقتين كتوأم سيامي ذي فراغات داخلية ناعمة ومنحنية، يندمج فيه حد السقف مع الأرضيات والجدران وتتناثر فيه الساحات والبهوات. ويضم المبنى كافة فعاليات الكلية في كتلته الموحدة بما فيها استوديوهات التصميم والمختبرات وورش العمل وفراغات السمينارات والمحاضرات إلى جانب الصفوف والمعارض على كامل مساحته ذات الخمسة عشر طابقًا وطول 76 مترًا، حيث يستوعب 1800 طالب وموظف.

### قاعة بيتهوفن للموسيقى (2009)[111]
احتل تصميم حديد المرتبة الأولى في قائمة التصاميم المرشحة لبناء دار أوبرا بيتهوفن في العاصمة الألمانية السابقة بون. وقد تم اختيار التصميم، الذي وُصف بلؤلؤة الراين من قبل الصحافة الألمانية، في مقدمة أربعة تصاميم كان قد تم تقديمها. واشترطت اللجنة على المعماريين تصميم الدار لكي تربط المدينة بنهر الراين مع مدخل يصل إلى النهر ويسمح بنقل الضيوف عبر النهر بواسطة العبارات أيضًا. كما أطلقت اللجنة على المشروع اسم «الدار الخضراء» تعبيرا عن رغبتها ببناء دار رئيفة بالبيئة، لا تستهلك الكثير من الطاقة ولا تلوث الجو بغاز ثاني أوكسيد الكربون. ويُفترض أن تحل دار الأوبرا الجديدة، مع قاعة سيمفونية، محل دار بيتهوفن القديمة على الراين. وتم بناء الدار القديمة قبل أكثر من 50 سنة في مدينة بون التي شهدت ولادة الموسيقار.

### مبنى سوهو جالاكسي (2009 - 2012)[115]

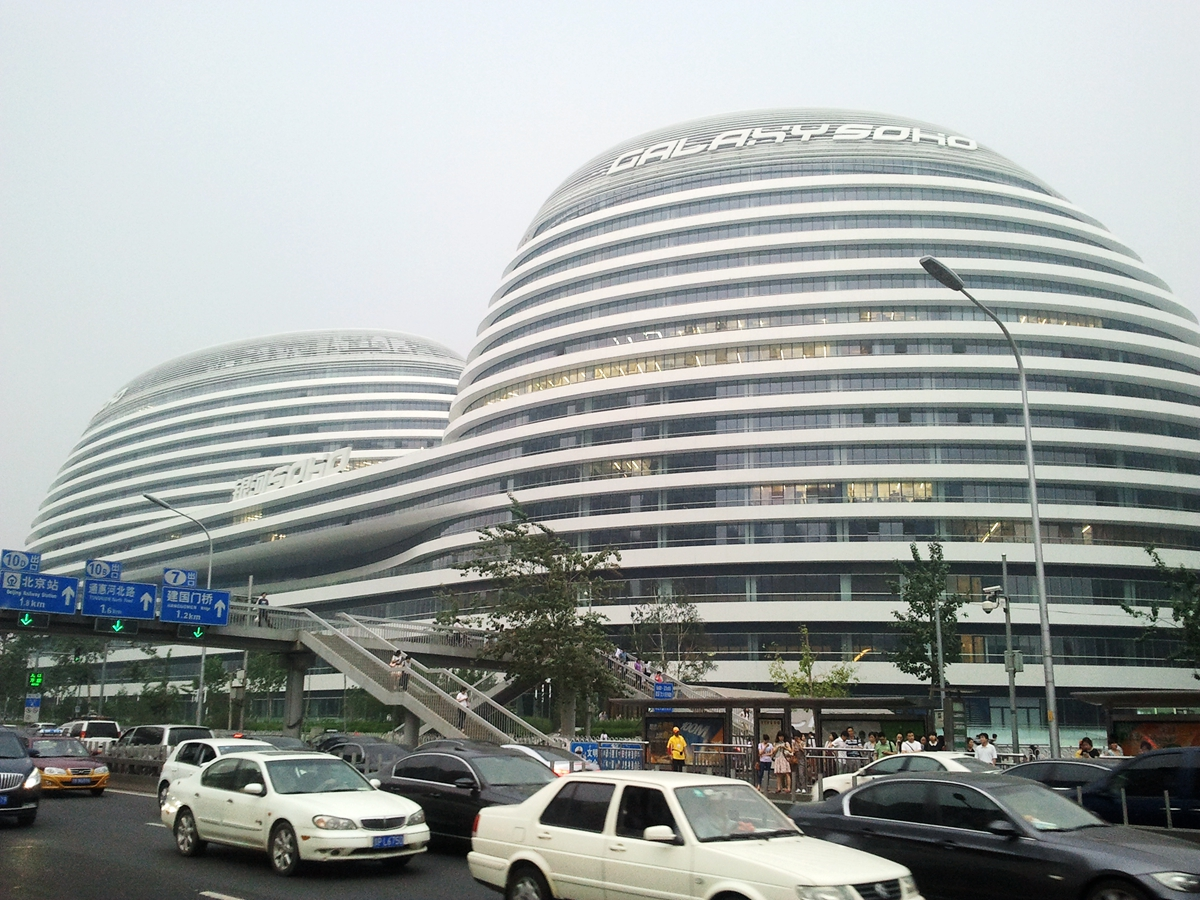
مبنى سوهو جالاكسي بالعاصمة الصينية بكين.

مبنى سوهو جالاكسي أو سوهو المجرة في العاصمة بيكين. هو مبنى ضخم أبيض الواجهة، يصل طوله إلى ما يقرب من مائتي قدم وحجمه إلى 538,000 قدم مربع. ثم افتتاحه في 2012. تم ترشيحها من قبل الهيئة الملكية البريطانية للمعماريين لجائزة لوبيتيكن عن عام 2013، وذلك عن تصميمها لمبنى سوهو المجرة، حيث تُمنح هذه الجائزة للمعماريين الذين لهم دور قيادي في تقديم أفكار بصرية للقضايا العمرانية. واجه المبنى انتقادات حادة بسبب غلاء سعره، وقلة اهتمام المستثمرين به، وقد قيل عنه أن شركة سوهو التجارية تنتظر بيع المبنى التجاري بمجرد حصولها على سعر جيد يغطي بعض من خسارتها، حيث بينوا أن الاستثمار في هذا المكان لن يعود بالربح على مالكه إلا بعد مرور عشر سنوات كحد أدنى، وهو ما أدى إلى صرف نظر المستثمرين عنه. إضافة إلى أنه قد تم انتقاد فراغات المكاتب بأنها غير قابلة للتعديل ومظلمة جدًا. كما أن موقع المبنى وإطلاله على الطريق الدائري الثاني، من أكثر مناطق بكين تلوثًا، أدى إلى زيادة ذلك لتطلبه إضاءة عالية، إضافة إلى نسبة الزجاج الكبيرة على واجهته مع فراغه المستمر من المستخدمين مما يزيد من كمية الإشعاع الصادر منه على المحيط الخاص به.

### القاهرة إكسبو سيتي (2009 -)[118]
نجحت زها حديد بالتعاون مع شركة الاستشارات الهندسية بورو هابولد اللندنية في الفوز بالمسابقة المخصصة لتصميم القاهرة إكسبو سيتي. وكان تصميم مشروع القاهرة إكسبو سيتي، والذي يقع على مساحة 450 ألف مترًا مربعًا، يهدف إلى تأسيس مركز دولي للمعارض ومجمع للمؤتمرات وفندق لرجال الأعمال، يصل إلى حوالي 33 طابقًا ومركزًا للتسوق. ويقع المشروع بين وسط القاهرة ومطار القاهرة الدولي، وقد بدأ العمل في المشروع منذ عام 2009، إلا أن مواعيد الانتهاء من المشاريع العمرانية كانت قد اختلت بسبب ظروف ثورة يناير 2011 وما تلاها من اضطرابات في مصر. وتقول زها حديد عن المشروع: «أن طبيعة دلتا النيل هي صاحبة الالهام في تنفيذ المشروع حيث سيتوسط المشروع نهر، وله فروع ممتدة إلى جميع جوانب المدينة الثقافية.»

### مسجد الأفنيوز في الكويت (2010 -)
كلفت حكومة الكويت زها حديد بتصميم مسجد الأفنيوز ليكون جزءًا من مجمع الأفنيوز التجاري ذي التصميم الحديث، حيث سيدخل ضمن المرحلة الثالثة، والذي من شأنه أن يجعل من الكويت وجهة تسويقية جديدة على مستوى المنطقة والعالم. ويُعد مثالًا للعمارة العبثية والتجريبية ومن أجرأ تصميمات المساجد المعاصرة في العالم الإسلامي.

### دار الملك عبد الله للثقافة والفنون في الأردن (2010 -)

دار الملك عبد الله للثقافة والفنون في الأردن.

يُعد دار الملك عبد الله للثقافة والفنون في منطقة رأس العين بالعاصمة الأردنية عَمّان مُلتقى من أجل الارتقاء بالمشهد الفني والثقافي في المملكة وإعادة إحياء المناطق القديمة في العاصمة. وقد اختارت أمانة عمان الكبرى، المعمارية حديد، لتنفيذ المشروع من بين ستة أعمال، مقدمة من قبل مصممين بارزين في مجال العمارة، لمراعاتها المفهوم المدني والبيئة المحيطة بالمشروع. ويُعتبر الدار مركز إشعاع تثقيفي وتنويري، ليس فقط على المستوى المحلي، بل على العربي والعالمي، وذلك لما سيحتضنه من فعاليات موسيقية وأدائية ومحاضرات وندوات وأمسيات شعرية، وغيرها من دروب الثقافة والفن والإبداع التي ما زالت في حاجة إلى حاضنة كبرى تنميها وتحتضن ما ينبت فيها من مواهب جديدة.
جاء تصميم مبنى دار الملك عبد الله ليحاكي صخر البتراء الوردي، المدينة الوردية وإحدى عجائب الدنيا السبع. وتقول حديد عن استلهامها صخر البتراء في التصميم: «البتراء رمز مثالي للتداخل المعماري الناجح بين العمارة وبين الطبيعة. وتسعى العمارة المعاصرة إلى مضاهاة الطبيعة، مع بناء المبنى بالتداخل مع أوجه الطبيعة المفصلة وأناقتها. ولقد سعيت لمحاكاة جمالية الصخر الوردي الذي انجرف وحفر ليتماهى مع الطبيعة، ويشكل مجاري طبيعية للمياه لتتداخل مع طبيعة المكان. ومن هذا العنصر الجمالي الطبيعي في البتراء استوحيت الممرات الطبيعية لتنفيذ تداخل المبنى مع الساحة العامة وتداخل الخارج مع الداخل فيه».
ويسعى القائمون على المشروع، بأن يكون المبنى ملتقى لجميع المناسبات، وتوفير مساحات واسعة لبرامج المناسبات، وحلقات العمل التجريبية، ودعم إقامة الدورات التعليمية والتدريبية، لفئة الأطفال، والشباب، والكبار، في مختلف التخصصات. وصُمم المبنى لاستيعاب جميع أنواع الفنون الأدائية والاستعراضية، من مرافق وباحات واسعة للحفلات الموسيقية، وعروض المسرح والفنون الشعبية، وعروض الأوبرا التي ستقدمها مجموعات محلية وعالمية. ومن المُرجح أن يضم الدار مسرحين: الأول يتسع لألف وستمائة شخص، والثاني يتسع لربعمائة شخص، وستكون المسارح مدعمة بأنظمة صوتية متطورة، وتقنيات عالية، ومناطق للتدريب، ومرافق عامة. بالإضافة إلى مسرح للعروض التجريبية، وصالات التدريب على الرقص والفنون الأدائية والتمثيل المسرحي، ومقهى كبير، وصالات لاستقبال كبار الزوار، ومكتبة. أما من الخارج، فأرادت حديد إعطاء بريق مميز للمبنى من خلال التفريغ الذي يمتد بارتفاع المبنى ليظهر الأجزاء الداخلية منه، وليُضفي شعورًا بالديناميكية على شكل المبنى من الخارج. إلا أنه لم يتم تحديد جدول زمني بعد للبدء في تنفيذ هذا المشروع أو الانتهاء منه.

### برج زها حديد في بغداد (2012 -)
تعاقد البنك المركزي العراقي مع حديد في نهاية كانون الثاني/يناير عام 2012 لتصميم بناء البنك المركزي العراقي الجديدة بحضور ممثلي السفارة العراقية في لندن. وسيتم تشييد البناء الجديد على ضفاف دجلة بعد أن أكمل مكتب زها حديد دراسة متطلبات المشروع، حيث يُمثل رمزًا لدور البنك في التنمية الاقتصادية بالعراق وانعكاسا للعزم على إعادة إعمار البلاد. وبدورها، أعربت حديد عن تأثرها الشديد جراء الأمر، عندما طُلب منها إعداد التصميم الجديد للبنك المركزي العراقي. وأضافت أنها وُلدت في العراق، ولا زالت تشعر بالقرب من موطنها، وأنه يشرفها أن يكون العمل في العراق على تصميم مبنى ذو أهمية وطنية بهذا المستوى.

### مكتبة ومركز تعليمي في فيينا (2012)

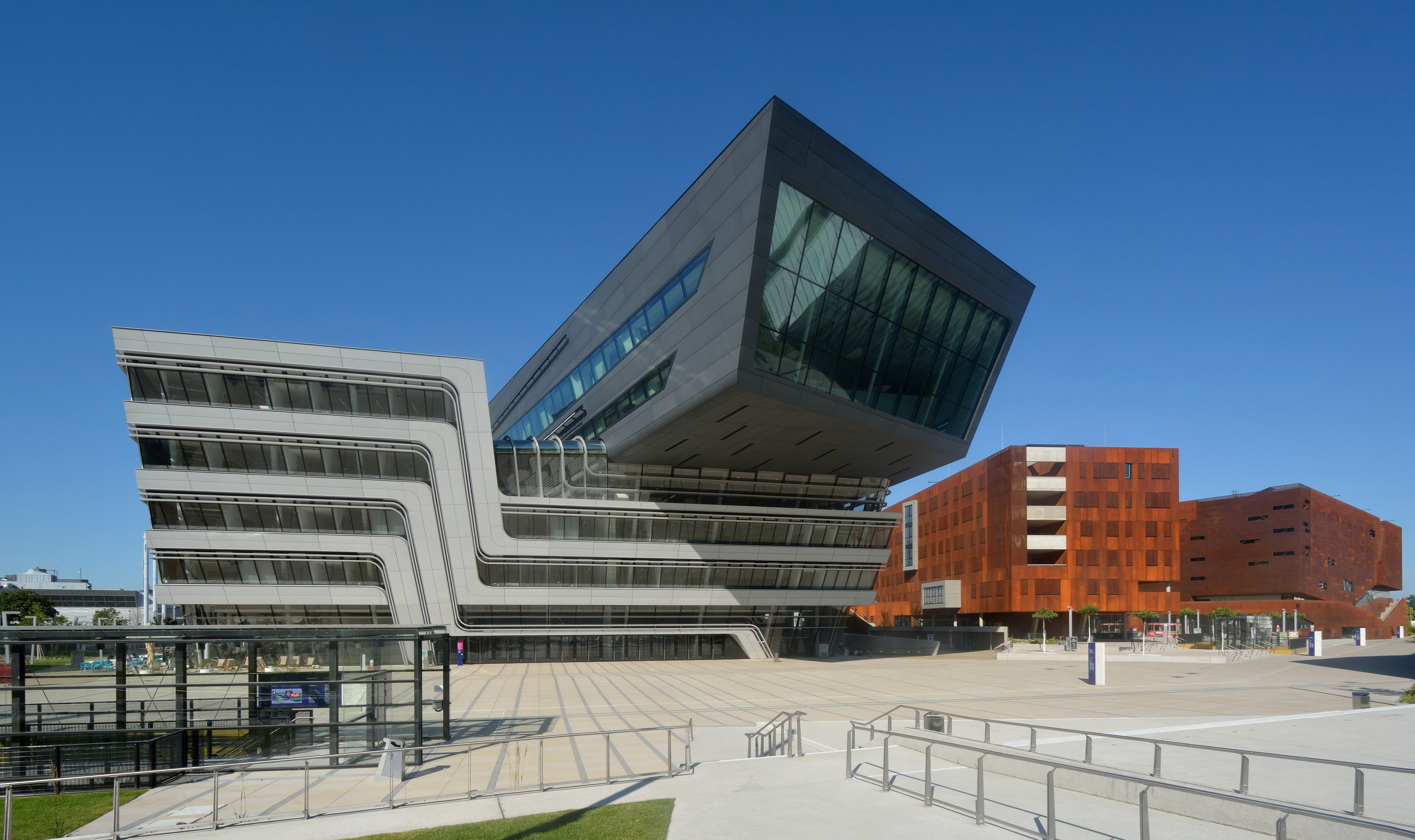
المركز التعليمي في النمسا.

فازت زها حديد بتصميم مكتبة ومركز تعليمي في حرم جامعة التجارة والاقتصاد في فيينا بالنمسا ككتلة مضلعة تم استلهام شكل داخلها من خطوط خارجها المحددة للطوابق المختلفة. وتنفصل الخطوط الخارجية للمبنى أثناء دخولها المبنى لتصبح منحنية وانسيابية، مما يُولد فراغًا داخليًا حر الشكل، يخدم كساحة عامة أساسية للمركز كما تُولد ممرات وجسور تضمن سلاسة الانتقال بين المستويات المختلفة. يقع التصميم على مساحة 28000 مترًا مربعًا في منتصف الجامعة. يتألف المسقط من ثلاثة حجوم أساسية حول الفراغ المركزي والممرات. حيث تضم الكتلة الأساسية المنطقة الخدمية بما فيها مركز التعلم والمكتبة الاقتصادية، بينما تُوجد خدمات الطلاب وإدارة المكتبة في الكتلتين الأصغر. وهو يحوي بداخله على مكتبة وفصول تعليمية ومكاتب إدارية ومتجرًا لبيع الكتب ومطعم ومركزًا للمؤتمرات وكافتيريا ومختبرًا لغويًا وقاعة للاجتماع وقاعة لعقد الأحداث، وتم الانتهاء منه في العام 2012.
تتضاد الخطوط الداخلية الناعمة والمنحنية مع الحدود الخارجية الحادة والقاسية، وقد تم تحديد الشكل الخارجي للمبنى عن طريق عنصرين لونين متضادين يفصلهما الزجاج؛ إذ تقوم هذه الألوان المختلفة بتوجيه الحركة الداخلية وتسهيل فهم الكتلتين الرئيسيتين من الخارج مباشرة. يتخذ هذا التصميم شكل كتلة متعددة الأضلاع ليتربع وسط الحرم الجامعي في الكلية. وتطغى الحواف المائلة تارة والمستقيمة تارة أخرى على هذا المكعب، في حين تنفصل خطوطه الواسعة بمجرد وصولها نحو الداخل، حيث تتحول هذه الحواف إلى ما يشبه منحنى الأضلاع، مشكلة ساحة عامة داخلية في وسط المجمع. يتم الدخول من المدخل الرئيسي مباشرة إلى قاعة المدرج المركزية والتي تعمل أيضًا كصالة استماع يملؤها النور الطبيعي، كذلك يقود نظام المنحدرات من المدرج إلى مدخل المكتبة والخدمات المركزية في الطابق الأول، بينما تقع مناطق الخزائن والأمن في فراغ الميزانين في الأسفل. يُمكن للزوار دخول المكتبة والطلاب دخول مكاتب الإدارة عن طريق المنحدرات والأدراج الصاعدة من الطابق الأرضي. كما تتصل المناطق المختلفة في المستويات العليا عن طريق المنصات والجسور والتراسات والصالات.

### تصميم مجموعة من اليخوت الفاخرة (2013)

تصميم حديد لهذا اليخت العملاق لصالح شركة بلوم فوس.

في عام 2013، أعلنت زها حديد عن مشروعها الجديد لإنشاء 5 يخوت فاخرة بالتعاون مع شركات بناء السفن في هامبورغ. وقدمت حديد الفكرة من خلال شركة يونيك سيركل، المتخصصة لتصميم اليخوت في تعاون حصري مع شركة بلوم فوس، الخبراء في صناعة اليخوت والهندسة المعمارية البحرية. حيث ستكون اليخوت الصغيرة بطول 90 مترًا، وهي تُمثل مجموعة مكملة ومستوحاة من يخت كبير بطول 128 مترًا، تم عرض تصميمه في معرض دافيد جيل بلندن. وتستخدم حديد فلسفة التصميم الأصلي وتضيف المعالم الفنية التي يتطلبها يخت فعلي يجوب المحيطات. يأتي تصميم هذه اليخوت عبارة عن دعامات متشابكة استوحت شكلها من التكوينات البحرية الطبيعية والتصميم الديناميكي السائل. وسيتم تصنيع اليخوت كلها من هياكل متينة تدعم التصميم. وتقول زها أنه يُمكن اليخوت الصغيرة تعديل تصميمها على حسب ذوق أصحابها، ويضمن اليخت أعلى مستويات الجودة والسلامة. ويُمثل سطح اليخت شبكة عظمية تختلف في السماكة وتربط أرجاء اليخت في شكل غير عادي ويمثل دعمًا لكافة طوابق اليخت. وبينما يعتمد التصميم التقليدي لليخوت على نظام محدد للطوابق، قامت حديد بدورها بربط الطوابق عن طريق منافذ ومنحدرات داخلية تعبر أرجاء اليخت.

### المبنى العائم بدبي (2013 - 2016)

البرج العائم بدبي.

يُعد المبنى العائم في دبي أو برج ذا أوبس أيقونة معمارية مميزة في الشرق الأوسط والعالم. تم تصميمه على أحدث الطرز العالمية ليكون بمثابة سيتى سكيب الشرق الأوسط. يتكون هذا البرج من مكعب به فراغًا كبيرًا في الوسط، وهو مقسم إلى هيكلين مرتبطين، بارتفاع 21 طابق، بقاعدة مخفية تجعله يبدو وكأنه يطفوا فوق سطح الأرض. يبدو ليلًا بشكل مختلف عن نهاره، حيث يبدو في النهار على شكل مكعب كامل لامع بانعكاس أشعة الشمس عليه، ويبدو في الليل به أضواء تملأ الفراغات، حيث تمتص واجهتها الزجاجية الضوء وتتألق بإضاءة صناعية رائعة. يحتوى هذا البرج أيضًا على مشاريع أخرى داخله كبعض الفنادق المعدة كذلك على الطراز الحديث، إضافة إلى مجموعة مطاعم عالمية إلى جانب العلامات التجارية الشهيرة على مساحة 250 ألف قدم مربع. ومن المتوقع أن يتم الانتهاء من هذا المشروع بعام 2016.

### مركز تشانغشا ميكسيهو العالمي للفنون والثقافة (2013)

مركز تشانغشا ميكسيهو العالمي للفنون والثقافة بالصين.

مركز تشانغشا ميكسيهو العالمي للفنون والثقافة هو مركز فنون وثقافة في الصين، يتسع ل1800 مقعدًا. يقع المركز على مساحة 115,000 مترًا مربعًا، وقد تم تصميمه على شكل تموجات فريدة منفصلة تليق بصرح للثقافة والفنون. يتكون المتحف من مسرح ضخم ومتحف للفن المعاصر وقاعة متعددة الاستخدامات في مباني منفصلة ومتجاورة لتمنح الزائرين القادمين من كل مكان تجربة ثقافية قوية تسمح لهم بالالتقاء والتبادل الثقافي بمختلف أسباب قدومهم. كما يتميز المبنى بإطلالة ساحرة على بحيرة ميكسي مع مدخل لجزيرة فيستيفال.

### دار دبي للأوبرا (2013 - 2016)
دار دبي للأوبرا هو أحد أعمال المعمارية لحديد في دبي، الذي يُمثل المحور الرئيسي لمشروع منطقة دار الأوبرا في وسط دبي. تم إنشاء هذه الدار وسط جزيرة في مياه خور دبي، جانب برج خليفة، بمساحة تبلغ أكثر من ثلاثة ملايين قدم، مربع وتتسع لنحو 2500 شخص بالإضافة إلى الموظفين من إداريين وغيرهم. وتضم منشآت حديثة تشتمل على مكتبتين ثقافية وموسيقية، ومدرسة موسيقية ومسرحين من الداخل والخارج في الهواء الطلق، وقاعات للفنون والاستقبال والعرض والكواليس، إلى جانب صالات للباليه والحفلات الموسيقية العالمية والفولكلورية الشعبية وميناء بحري ليخوت الزوار وفندق فخم ومرافق خدمية وترفيهية، إلى جانب المتحف الشامل ومتحف الفنون، حسب ما أوردت وكالة أنباء الإمارات.
بدأت أعمال بناء دار الأوبرا في دبي في 2013، بالتعاون بين حديد وشريكها باتريك شوماجير. وقد تم استيحاء تصميمه من الطبيعة الصحراوية للمدينة وما تحويها من جبال وكثبان رملية، حيث يبدأ سطح المبنى بالارتفاع تدريجيًا ليصل إلى القمة ثم يبدأ بالهبوط بطريقة فنية انسيابية ذات مظهر جذاب، ليشكل ما يشبه الهرم لكن بدون حواف حادة كمظهر التلال الرملية تمامًا.

### محطة مترو الرياض (2013 - 2017)

محطة مترو الرياض بالمركز المالي.

تم وضع حجر الأساس لإنشاء محطة مترو مدينة الرياض بالمركز المالي بالمملكة العربية السعودية عام 2013، على مساحة تتجاوز 20 ألف متر مربع، لتكون بذلك نقطة تبادل رئيسية على شبكة الخط الأول، فضلًا عن الخط الرابع المخصص للركاب المتجهين إلى المطار، والخط السادس من مترو الرياض الجديد، كما سيتم ربط القطار الآلي المحلي للمركز بالمحطة عن طريق جسر عالٍ. ويهدف المشروع برمته إلى جعل المحطة بمثابة نقطة محورية في مدينة الرياض لتعمل على تخفيف الازدحام المروري بشكل كبير.
أظهرت تصاميم الصور الإلكترونية لمحطة القطارات، والمتوقع إنجازها خلال أربع سنوات في الفترة ما بين 2013 و2017، والذي تحوي بدورها ستة خطوط وفق أمر العاهل السعودي، عبد الله بن عبد العزيز آل سعود، وكأنها المحطة الفضائية في صحراء العرب أو صندوق الدنيا أو فندق بخمس نجوم. والتصميم عبارة عن تموجات كبيرة تعبر عن التدفق اليومي لحركة المرور في الرياض، التي يسكنها خمسة ملايين شخص. وجعلت لمسات حديد المحطة تنفتح على شبكة قطارات مقترحة، من المتوقع أن تضاهي عصر المحطات الفضائية، حيث الأرضية المكسوة بالرخام بشكل كامل، والحوائط المبطنة بالطلاء المصنوع من ماء الذهب، بالإضافة إلى تكييف الهواء الطبيعي في واحدة من أكثر بقاع العالم ارتفاعًا للحرارة. ويبدو التصميم من الداخل وكأن المسافرين يعيشون في أجواء غير مغلقة، بحيث جعلت المعمارية الواجهة تسمح بإضاءة الداخل بشكل شبه كامل من دون السماح لحرارة شمس الخليج الحارقة بالنفاذ. كما وُضع في الحسبان احتواء التصميم النهائي للمحطة؛ في إشارة للكثبان الرملية المميزة للطبيعة في المنطقة.

### معهد عصام فارس للسياسات العامة والشؤون الدولية في الجامعة الأميركية في بيروت (2014)
في 29 أيار/مايو 2014، دشن معهد عصام فارس للسياسات العامة والشؤون الدولية في الجامعة الأميركية في بيروت مقره الجديد الدائم، في مبنى من تصميم زها حديد. وقد بُني المقر الجديد بمنحة من نائب رئيس مجلس الوزراء اللبناني السابق عصام فارس. وقد أُقيم احتفال التدشين على الملعب البيضوي في القسم الأعلى من الحرم الجامعي، وحضره أكثر من 450 من الشخصيات المحلية والإقليمية والدولية. يقع المبنى على مساحة 3000 مترًا مربعًا يمثّل طموحات الجامعة الأميركية في بيروت للقرن الواحد والعشرين.
وقد حضرت احتفال التدشين حديد التي صممت المقر، حيث شرحت في كلمتها الغرض من تصميم المقر الجديد، قائلة إنه «ينسج من الممرات والروابط والمواقع المشرفة على الحرم الجامعي منتدى لتبادل الأفكار ومركزًا للتفاعل والحوار في قلب الجامعة». وأضافت: «إن تصميم المعهد يجعل منه مفترق طرق وملتقى ثلاثي الأبعاد وفضاء لطلبة الجامعة وأساتذتها وباحثيها وزوارها للالتقاء والتواصل والتفاعل مع بعضهم البعض ومع المجتمع الأوسع». وقالت أيضًا: «إن المعهد يتطلع إلى المستقبل ويتحدانا جميعًا لنُغني إدراكنا للعالم العربي من خلال توسيع البحث وتكبير حلقات النقاش».

### المسرح الكبير في مدينة الرباط بالمغرب (2014 -)

المسرح الكبير في الرباط بالمغرب.

يهدف مشروع المسرح الكبير في مدينة الرباط بالمغرب إلى جعل المدينة واحدة من كبريات العواصم الثقافية العالمية، حيث سيضاهي منشئات هذه العواصم من حيث الحجم والمرافق والنمط المعماري. اشتمل تصميم المسرح الكبير على قاعة كبرى للعروض تتسع لـ2,050 شخصًا، يشتمل على خدمات سمعية بصرية متطورة، إلى جانب مسرح صغير يتسع لـ520 شخص، وسيضم المشروع كذلك مدرجًا خارجيًا يتسع لـ7,000 شخصًا لاستقبال مختلف التظاهرات الموسيقية والفنية علاوة على مرافق أخرى متنوعة. يبدأ تنفيذ المشروع بتكلفة تقارب الـ100 مليون يورو، حوالي 1.35 مليار درهمًا مغربيًا. وقد تم تخصيص مساحة 47,000 مترًا مربعًا في الرباط على ضفاف نهر أبي الرقراق لتنفيذ هذا المشروع، مع مساحات خضراء مزروعة بالحشائش على مساحة 27,000 متر مربع. ويستلزم تنفيذ المشروع خمسة وستين شهرًا، بناء على العقد المبرم بين وكالة تهيئة نهر أبو رقراق ومكتب زها حديد، الذي تقاضى 10 ملايين يورو مقابل التصميم ومتابعة البناء. وسيتم تمويل هذا البناء من خلال الميزانية العامة للدولة والمديرية العامة للجماعات المحلية وصندوق الحسن الثاني للتنمية الاقتصادية والاجتماعية.

### مبنى مركز دراسات الشرق الأوسط بجامعة أوكسفورد ببريطانيا (2015)
صممت حديد مبنى مركز دراسات الشرق الأوسط بجامعة أوكسفورد ببريطانيا، جسر منحن خاص بمركز الشرق الأوسط التابع لكلية سان أنطوني، الذي افُتتح في أيار/مايو 2015 في حضور موزا بنت ناصر المسند. وتربط المنشأة الهندسية التي تبلغ مساحتها 1127 مترًا مربعًا بين مقرين قائمين بالفعل يرجعان للعصر الفيكتوري، مع مركزًا وثائقيًا ومكتبة وقاعة محاضرات تتسع لنحو 120 مقعدًا. وجاءت تكلفة البناء النهائية ب11 مليون جنيه استرليني، حيث تبرع به رجل الأعمال العراقي نمير قيردار.

### الاستاد الوطني الجديد في اليابان (2015 - 2019)

الاستاد الوطني الجديد في اليابان.

شهد الربع الأخير من عام 2012 إعلان اللجنة الأولمبية في اليابان عن مسابقة لتجديد وتطوير الاستاد الوطني في طوكيو، أو ما يُعرف بجوهرة 2020، لخدمتها في مارثون استضافة دورة الألعاب الأولمبية 2020. تقدم إلى المسابقة ستة وأربعون مهندسًا معماريًا من داخل اليابان وخارجها، وتمت تصفيتهم إلى 11 فقط فيما بعد. ونالت حديد شرف إنشاء إنشاء هذا الرمز، حيث أعُلن في أيلول/سبتمبر 2015 أن هذا الاستاذ سيكون المضيف لحفلي الافتتاح والختام للدورة. إلا أنه بعد شهرين من هذا الإعلان، عقد عدد من المهندسين المعماريين اليابانينن أمثال فوميهيكو ماكي وتويو ايتو وسو فوجيموتو وكينغو كوما وريكن ياماموتو ندوة بعنوان إعادة التفكير في الملعب الأولمبي الوطني الجديد في السياق التاريخي. وقد هدفت إلى الاعتراض على تصميم الاستاد الوطنى الأولمبي الجديد، بعد أن كان سببًا رئيسيًا في فوز اليابان باستضافة الحدث التاريخي. وقد ارتأى المعترضون أن هذا المشروع غير مناسب للطراز الياباني القديم، وأن الحجم المقترح مبالغ فيه، عوضًا عن التكلفة الباهظه لهذا المشروع.
وأعلن بعض المسؤولون أن تكلفة إنشاء هذا الاستاد، مستضيف الأولمبياد ستتجاوز ملياري دولار، 2.1 مليار دولار، أي ما يقرب من ضعف التكلفة التقديرية الأولية وسيكتمل تشييده بعد شهرين من المدة المحددة سلفًا. وقال توشيرو موتو الرئيس التنفيذي للجنة المنظمة للدورة الأولمبية أن بناء الاستاد الوطني سيبدأ في تشرين الأول/أكتوبر 2015 وينتهي في أيار/مايو 2019. وأنه يتم تنفيذ السقف القابل للطي حتى بعد انتهاء الأولمبياد، وسيتم تصميم 15 ألف مقعد من بين 80 ألف هي سعة الاستاد بشكل متحرك وبسيط عكس ما كان عليه التصميم الأصلي وسيقلل ذلك من التكاليف. ويعاني بناء الاستاد الجديد، الذي سيحل بدلًا من الاستاد الذي استضاف أولمبياد 1964 وتم هدمه، من مشكلات كثيرة بسبب الارتفاع الضخم في تكاليف البناء وطريقة تمويله، وكذلك تعرض تصميمه لانتقادات بسبب تكاليفه الباهظة وغير مناسبته للمنطقة المحيطة به.

مركز الملك عبد الله للدراسات.

### مركز الملك عبد الله للدراسات والبحوث البتروليةكابسارك(2016)
يقع مقر مركز الملك عبد الله للدراسات والبحوث البترولية في الرياض بجانب جامعة الأميرة نورة بنت عبد الرحمن على أرض مطار الملك خالد الدولي شمال مدينة الرياض. وافُتتح رسميًا من قبل الملك سلمان بن عبد العزيز في 20 كانون الثاني/يناير 2016.

### ستاد الجنوب بقطر (2016 - 2018)

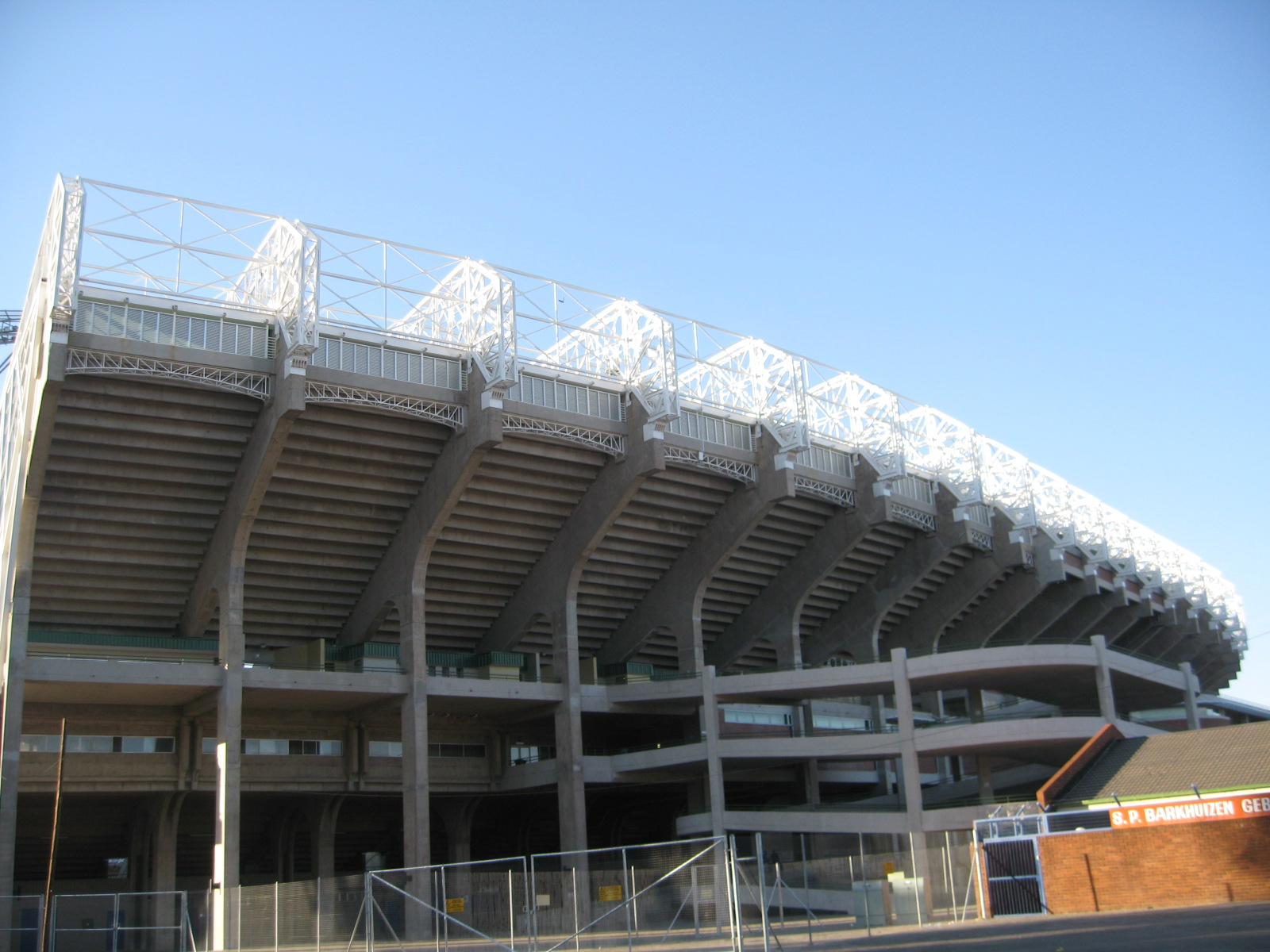
استاد الجنوب في قطر

قدمت زها حديد تصميمًا، وصفه البعض مثيرًا للجدل، لاستاد الوكرة، المقر الجديد لنادي الوكرة الرياضي لاحقًا، ليكون مؤهلًا لاستضافة دور المجموعات ودور الستة عشر والدور ربع النهائي ضمن بطولة كأس العالم لكرة القدم 2022. ومن المتوقع أن ينتهي العمل في الاستاد خلال الربع الأخير من سنة 2018، حيث سيبلغ ارتفاعه 48 مترًا. وسيتحول مرافق الاستاد، في الأيام التي لا تشهد مباريات الدوري، إلى مركز مجتمعي، يُوفر مناطق مغطاة ومبردة للتنزه والجلوس لسكان الوكرة وزوارها. وستُوفر المساحات المخصصة للمكاتب مقرات لمؤسسات ولجان رياضية مختلفة. كما ستتميز أرضية الملعب بعشبها الطبيعي، كما ستكون مبردة لدرجة حرارة مثالية تصل إلى 26 درجة مئوية. وبالمثل، يعمل تصميم الاستاد على توفير أقصى درجات الراحة للجماهير، حيث سيتم تبريد المدرجات بدرجات حرارة تتراوح ما بين 24 إلى 28 درجة مئوية. وعقب نهاية كأس العالم، سيتم تفكيك الجزء العلوي المُركب من مدرجات ستاد الوكرة بمقاعده البالغ عددها 20 ألف مقعد ليتم التبرع به إلى الدول النامية التي تفتقر إلى البنية التحتية الرياضية.
قابلت حديد انتقادات عدة بسبب مظهر الملعب، حتى أنه شُبه بالأعضاء الجنسية للنساء؛ وهو التشبيه الذي وصفته حديد بالسخيف، مضيفة في مقابلة مع مجلة تايم بأن تلك المزاعم محرجة وجوفاء. وكانت صحيفة الجارديان اللندنية قد أطلقت على الملعب اسم فرج المرأة، في إشارة إلى التشابه الشكلي بين ستاد الوكرة القطري وبين هذا الجزء الحساس من جسد الأنثى. وقد شعرت حديد بالصدمة جراء هذا التشبيه الغريب، الذي تم اختزال التصميم به، وتسائلت هل كل شيء به فتحة هو فرج امرأة.

مركز التراث العمراني بالدرعية.

### مركز التراث العمراني في السعودية
فازت مدينة الدرعية السعودية بآخر تصاميم الراحلة زها حديد، عبر مشروع مركز التراث العمراني بحي الطريف بالدرعية. واستوحت زها حديد تصميم مركز التراث العمراني من الكثبان الرملية والبيئة التراثية. ويُعد حي الطريف أهم معالم الدرعية التاريخية، والعنصر الأساسي للتطوير فيها، فقد كان مقرًا لسكن الإمام محمد بن سعود وأسرته، ومقرًا للحكم في الدولة السعودية الأولى. ويحتضن أهم معالم الدرعية وقصورها ومبانيها الأثرية، ومن أبرزها قصر سلوى ومسجد الإمام محمد بن سعود ومجموعة كبيرة من القصور والمنازل، إضافة إلى المساجد الأخرى والأوقاف والآبار والأسوار والمرافق الخدمية.

## إبداعها في عالم الموضة
اهتمت حديد بالموضة وارتأت أنها تمنحها فرصة للتعبير عن مجموعة أفكار بحجم مختلف وبأدوات متنوعة، فكانت تعتبرها جزءًا من البحث المستمر في عالم التصميم ككل. وقامت حديد بتطبيق طرقٍ معماريةٍ جديدةٍ على الموضة، حيث كانت تطبق وتتعلم منها أيضًا، بحيث ظهرت قواسم مشتركة كثيرة بين فن العمارة والموضة والفن في الآونة الأخيرة.
امتدت إبداعات حديد إلى عالم الموضة حيث تعاونت أسماء عالمية مرموقة معها تاركة بذلك إرثًا مميزًا. ففي 2006 تعاونت مع دار لوي فيتون لإنتاج حقيبة تحمل العلامة ذاتها، حيث ابتكرت حديد حقيبة على شكل دلو من البلاستيك الأبيض المصبوب، وغطت داخلها بالجلد بلون قرمزي. عدَّ عام 2008 عامًا زاخرًا مبهجًا لحديد، حيث تعاونت مع علامة لاكوست وأطلقت حذاءً بلسان طويل من الجلد الناعم يلتف حول الساق. وفي نفس العام قامت بتصميم بوتيك دار أزياء نيل باريت في طوكيو. ثم مع علامة ميليسا البرازيلية وصممت حذاءً بلاستيكيًا يُحاكي الهياكل المعمارية. ثم عملت مع أحذية يونايتد نيود، وأثمر أول تعاون بينهما على إطلاق أحذية نوفا عام 2013، وهو حذاء من الفينيل مطلي بالكروم المطاط مع الجلد من الخارج، بمنصة خفيفة وكعب مصنوع من الألياف الزجاجية. وتوالت الأدوار لتطلق مع مجوهرات جون جنسن الدنماركية تصاميمَ تركز على النحت، وتكرار منحنيات الجسم، بالإضافة لتضمينها الروائع المعمارية. وتعاونت مع بوتيكات ستيوارت فايتسمان وصممت حديد أكثر من متجر لعلامة ستيوارت فايتسمان، وأولها بوتيك ميلانو الذي افتتح في أيلول/سبتمبر 2014 حيث صنعت الجدران من الألياف الزجاجية. وكان لعلامة دار فندي دورًا هي الأخرى حيث أعادت حديد تعريف حقيبة بيكابو عام 2014 من أجل المشروع الخيري الذي أطلقت العلامة آنذاك وقد بيعت الحقيبة في مزاد دار سوثبي، وذهبت الأموال لصالح الأطفال. واستوحت المعمارية تصاميم أساور من الكريستال بألوان دافئة مشرقة لعلامة سواروفسكي. وكان لحذاء أديداس هو الآخر دورًا في هذه الإبداعات، حيث عملت حديد على تصميم الأحذية الرياضية أديداس أوريجينالز سوبر ستار مع فاريل ويليامز. وقد تعاونت أيضًا مع دار المجوهرات اللبنانية عزيز ووليد مزنر، وأُطلقت المجوهرات عام 2016.

## زها حديد والأثاث
ترى حديد أن تصميم البنايات وقطع الأثاث ينبعان من ذات الشيء، حيث المرونة والتمدد. حيث كانت البداية في مشروع متحف غوغنهايم بتايوان، ثم تحولت إلى نصب اسمه إيلاستيكا بميامي، وصولًا إلى طاولة لفيترا، ثم كانت مجموعة سيملاس، التي تم تصميمها لصالح إيستابليشت أند سانز، اللتين لم تستغرقا سوى شهرين. وقدمت حديد تصميمات جديدة خاصة بالأثاث الداخلي، تم عرضهما في 14 من نيسان/أبريل عام 2013، في معرض ميلانو الدولي للأثاث،  صالون ديل موبيل في ميلان، ضمن دار التصميم الإيطالية المتخصصة بالأحجار الطبيعية سيتكو. حيث قدمت ثلاثة تصاميم لطاولات رخامية باللونين الأبيض والأسود ومطعمة بأوردة من اللون الذهبي. كما كرمها المعرض ذاته في 2016 في دورته الخامسة والخميسن وقام بعرض آخر أعمالها، حيث تزين معرض صالون ديل موبيل في بقطع زها حديد المتفردة بأشكالها، والتي أعطت انطباعًا عن شخصية زها المتميزة. وكان لكل قطعة في مجملها قصة تعكس مسيرتها التي أثبتت حتى بعد رحليها أنها أصبحت سيرة عالمية يحتفي بها عمالقة التصميم في العالم. وكانت هناك تصاميم من رخام، تُعبر عن مهارات استثنائية استخدم فيها أسلوب معاصر مشبع بالفخامة. كما قامت أيضًا بعرض مجموعة الكراسي التي صممتها للمدرج الجماهيري أري في ميلان كجزء في معرض أعمالها الذي أسمته مولتيبلبستيس في ميلانو. وفي لندن 2013، افتتحت حديد معرضها للتصاميم والأثاث في معرض كليركينويل بوسط لندن.

## التكريم
مثلت زها حديد قصة نجاح بطلتها امرأة معمارية معروفة، جابت العالم محققة إنجازات جمة، بداتها من بغداد. حصدت حديد العديد من الجوائز والأوسمة والميداليات والألقاب الشرفية وشهادات التقدير من أساطير العمارة مثل الياباني كنزو تانغه، وقد قفز اسمها إلى مصاف فحول العمارة العالمية. فازت المهندسة العراقية بأرفع جائزة نمساوية عام 2002؛ حيث حصلت على جائزة الدولة النمساوية للسياحة. واُختيرت كرابع أقوى امرأة في العالم في 2010 حسب تصنيف مجلة التايمز. وكانت اليونسكو قد ضمَّنت حديد ضمن لائحة فناني السلام الذين يستخدمون نفوذهم وسمعتهم العالمية لتعزيز المثل العليا للمنظمة، حيث أثنت في بيان لها على جهود حديد في مجال الفن المعماري ودورها في رفع مستوى الوعي العام للحوار الفكري والتميز في مجال التصميم والإبداع وتفانيها في خدمة المثل العليا وأهداف المنظمة. وجاءت عملية الاختيار عقب تصدرها فئة المفكرين في لائحة مجلة تايم الأمريكية للشخصيات المائة الأكثر تأثيرًا في العالم. وقد تبوأت حديد المرتبة الثامنة والستين بين أقوى نساء العالم حسب التصنيف السنوي الذي تعلنه مجلة الأعمال فوربس، حيث احتلت المرتبة الأولى وللعام الثاني على التوالي على لائحة أقوى مائة امرأة في العالم المستشارة الألمانية أنجيلا ميركل.
في 2004، فازت زها حديد بجائزة بريتزكر التي تمنحها مؤسسة هيات المالكة لسلسة فنادق ريجينسي لأحد المعماريين الأحياء، حيث تعادل في قيمتها جائزة نوبل، وتبلغ قيمتها المادية 100.000 دولار مقرونة بميدالية برونزية. وهي أصغر من فاز بها سنًا حينها، حيث أشادت لجنة التحكيم بالمنجزات العمرانية التي حققتها حديد ووصفتها بأنها «إسهامات مهمة وباقية للبشرية». وقد أُسندت إليها الجائزة بعد فوزها في مسابقة تشييد مركز روزنثال للفن الحديث في سينسيناتي في أوهايو عام 2004. وفي 2006، منحتها الجامعة الأمريكية في بيروت درجة الدكتوراه الفخرية تقديرًا لمجهوداتها، إضافة إلى حصولها على وسام الإمبراطورية من رتبة كوماندور من فرنسا.
في 2007، مُنحت جائزة توماس جيفرسون للهندسة المعمارية، تقديرًا لمساهمتها الجدية والمتفردة في الهندسة المعمارية. وهي جائزة تُمنح للمعماريين منذ عام 1966 بشكل سنوي. وفي 2012، حصلت على الوسام الإمبراطوري الياباني ووسام التقدير من الملكة إليزابيث، واختيرت كأفضل الشخصيات في بريطانيا. وأصبحت حديد عضوًا شرفيًا في الأكاديمية الأمريكية للفنون والآداب والجمعية الأمريكية للمعماريين.
في 2014، نالت جائزة متحف لندن للتصميم لتصميمها مركز حيدر علييف في أذربيجان. وفي 2016، فازت بجائزة ريبا، الميدالية الذهبية الملكية للعمارة. وأصبحت المعمارية العراقية زها أول امرأة تحصل على هذه الجائزة التي هي أعلى تكريم يقدمه المعهد الملكي البريطاني اعترافا بالإنجاز التاريخي في مجال الهندسة المعمارية. وتمتلك زها حديد ثروة تُقدر ب 215 مليون دولار.

### تكريم الجامعة الأمريكية في بيروت
قامت الجامعة الأمريكية في بيروت بتكريم المعمارية الشهيرة بعد وفاتها، حيث قامت بعمل معرض لأهم أعمالها في الفترة من 9 آيار/مايو وحتى 13 أيار/مايو 2016 بمعهد عصام فارس للسياسات العامة والشؤون الدولية، والتي قامت حديد بتصميمه واُفْتُتِحَ عام 2014. وتم عرض صور من حياتها وأسرتها وعائلتها والمجوهرات التي قامت بتصميمها.

## وفاتها
تُوفيت المعمارية العراقية زها حديد في ميامي بالولايات المتحدة الأمريكية في 31 آذار/مارس 2016، عن عمر ناهز 65 عامًا، إثر نوبة قلبية مفاجئة، حيث كانت قد وصلت إلى ميامي لتلقي العلاج من التهاب الشعب الهوائي.
 وقال مكتبها في لندن في بيان ينعيها: «بحزن كبير تُؤكد شركة زها حديد للهندسة المعمارية أن زها حديد تُوفيت بشكل مفاجىء في ميامي هذا الصباح، حيث كانت تُعاني من التهاب رئوي أصيبت به مطلع الأسبوع وتعرضت لازمة قلبية أثناء علاجها في المستشفى». وأضاف البيان أيضًا إلى أن: «زها حديد كانت تُعتبر إلى حد كبير أهم مهندسة معمارية في العالم اليوم».

### نعي البنك المركزي العراقي
قال رئيس البنك في بيان له: «أنه تلقى ببالغ الأسى نبأ رحيل المعمارية العراقية الكبيرة زها حديد، التي أبدعت في كثير من تصاميمها المعمارية ومن بينها المبنى الجديد للبنك المركزي العراقي، الذي من المؤمل البدء بأعمال البناء والتشييد فيه مطلع 2017 المقبل». وأضاف البنك المركزي العراقي أنه تكريمًا لهذه المبدعة العراقية، تقرر إقامة نصب تذكاري لها في الموقع الجديد في الجادرية، وسط بغداد.

### نعي الجامعة الأمريكية في بيروت
نعت الجامعة الأمريكية في بيروت السيدة زها حديد، واحدة من أبرز المهندسات المعماريات المبدعات في العصر الحالي، والتي كانت طالبة سابقة بالجامعة، ومصممة لأحد مبانيها الأكثر تميزًا.

## وصلات خارجية
- زها حديد على موقع الموسوعة البريطانية (الإنجليزية)
- زها حديد على موقع مونزينجر (الألمانية)
- زها حديد على موقع ميوزك برينز (الإنجليزية)
- زها حديد على موقع ديسكوغز (الإنجليزية)
- المصممة العالمية زها حديد تنسحب من مقابلة إذاعية وتُؤكد: لم يمت عامل آسيوي واحد في مشاريع قطر التي صممتها.
- زها حديد تقول أدعوني وأنا أبني العراق. على يوتيوب